# Arquitectura francesa

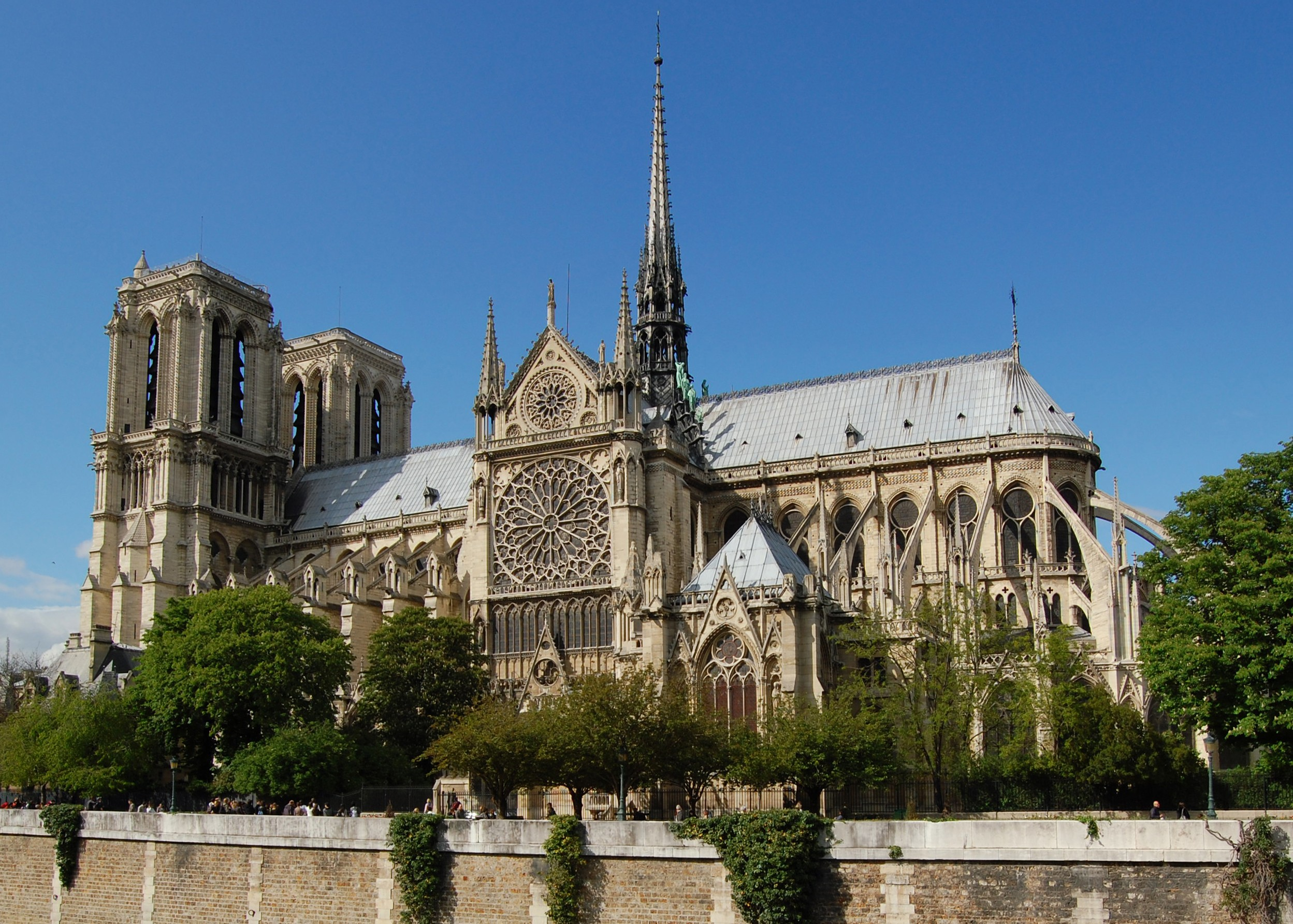
Lado sur de la catedral Notre Dame de Paris, vista desde el Sena

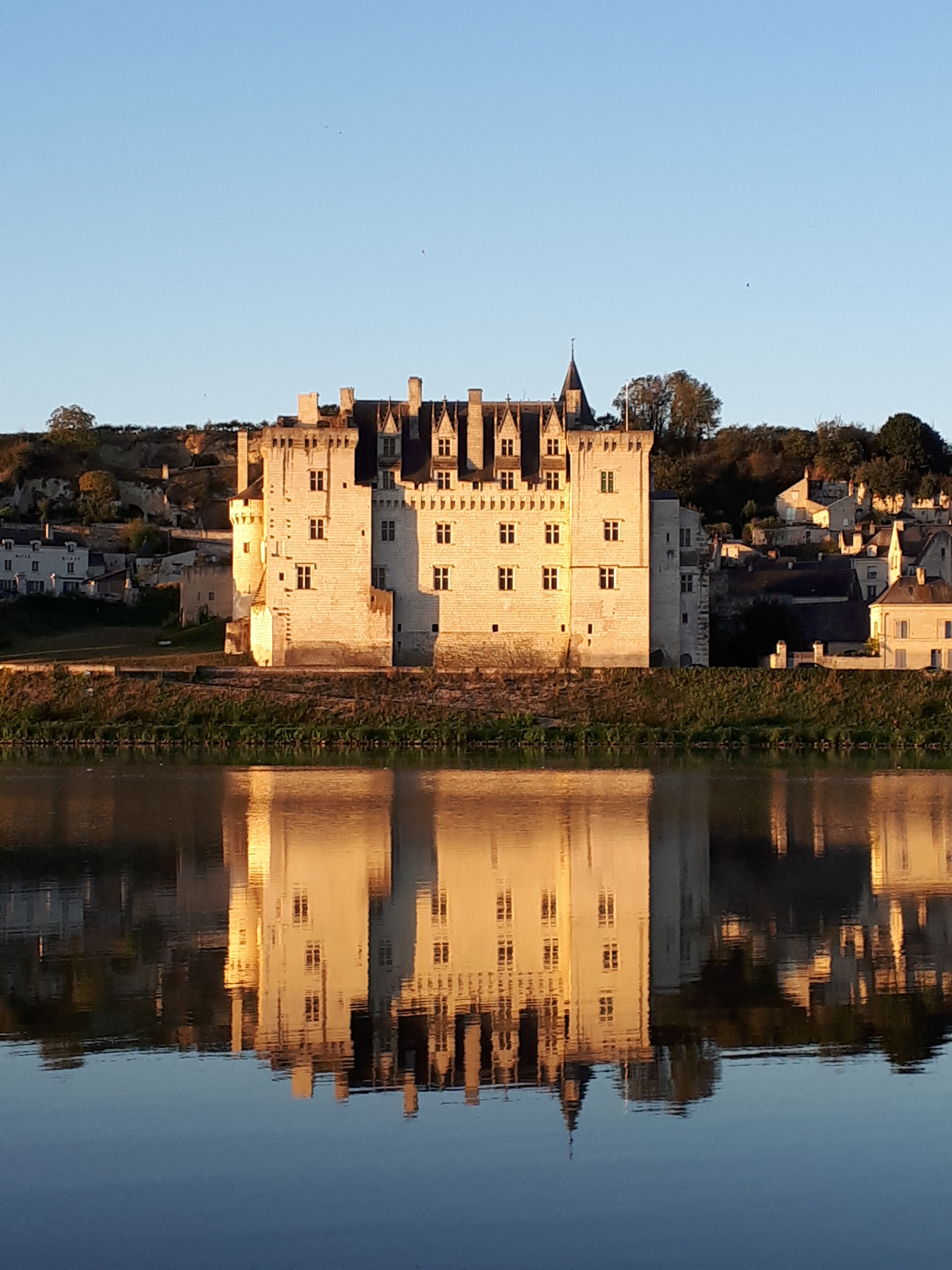
El Castillo de Montsoreau, es el único castillo del Loira construido en la cama del Loira.

La arquitectura francesa es el arte de la arquitectura proyectada y construida en Francia, tanto por maestros de obra, arquitectos e ingenieros franceses como extranjeros. Francia tiene una de las tradiciones arquitectónicas más importantes de Europa, con períodos de gran esplendor como el gótico, el clasicismo o el rococó, que han dado lugar a estilos de origen francés ampliamente difundidos por todo el mundo. Francia ha sido pionera en la protección del patrimonio arquitectónico y tiene el mayor patrimonio mundial después de Italia, con 44 236 bienes declarados monumentos históricos (año 2012) y 13 edificios declarados individualmente patrimonio de la humanidad (Italia encabeza la lista con más de 100 mil monumentos). Grandes arquitectos franceses han estado y están entre los mejores arquitectos del mundo, como Mansart, Le Nôtre, Gabriel, Soufflot, Boullée, Ledoux, Garnier, Viollet-le-Duc, Eiffel, Guimard, Le Corbusier, Perrault, Nouvel o Portzamparc. Algunos tipos arquitéctónicos, el chateau, el palais y el hôtel particulier, son plenamente franceses y son también franceses las bastidas, las chartreuses y los tipos monacales que a partir de Cluny y el Císter se extendieron por toda la Europa medieval.
Indicaciones de la especial importancia que se dio a la arquitectura en Francia fueron la fundación en 1671 de la Academia real de arquitectura —la primera institución de ese tipo en cualquier lugar de Europa— o el establecimiento en 1720 del Premio de Roma en arquitectura, un concurso de interés nacional financiado por el estado, que fue un honor intensamente perseguido por todos los arquitectos.

## Historia

### Arquitectura galo-romana

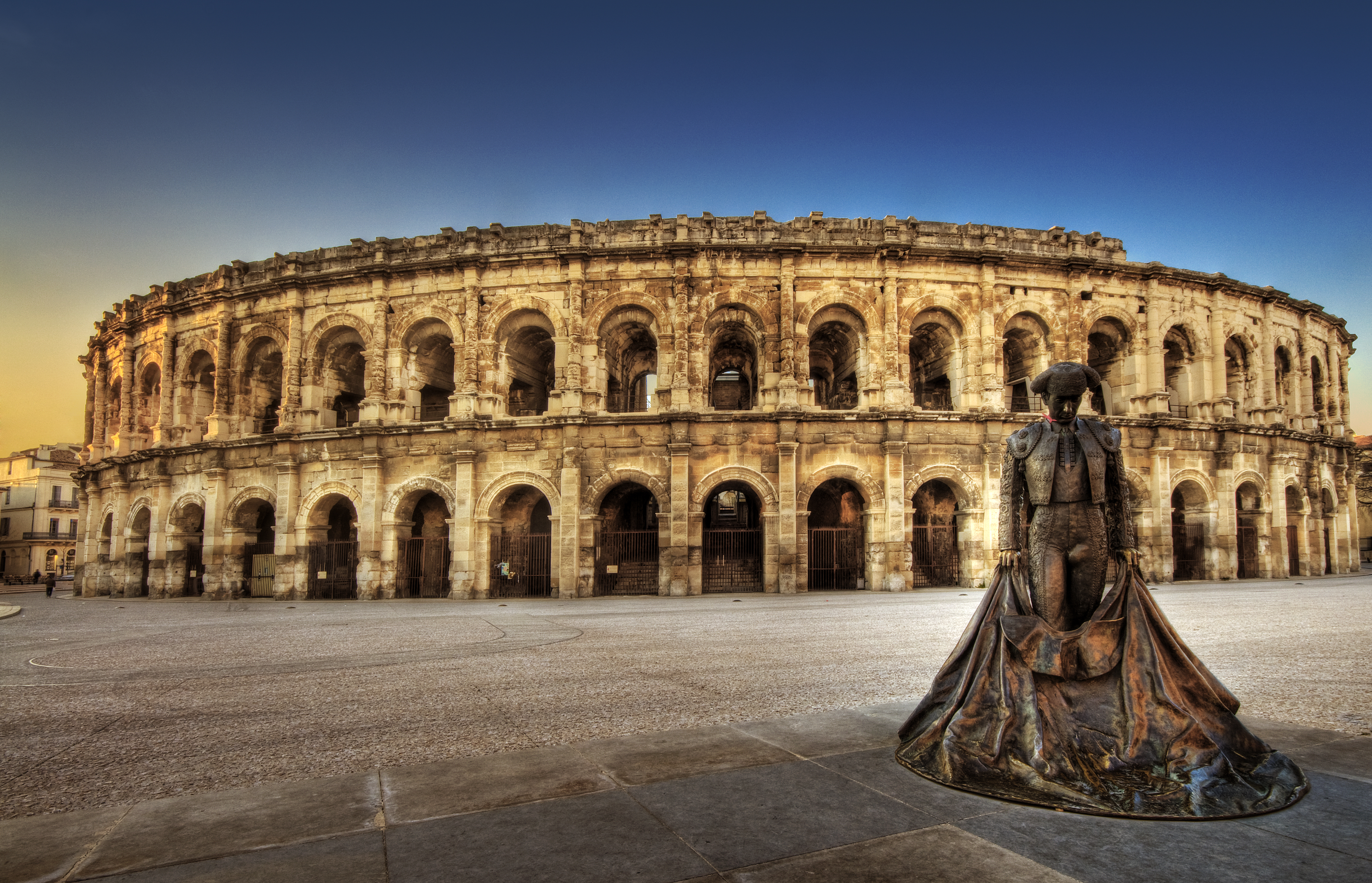
El anfiteatro de Nîmes

La arquitectura de la antigua Roma en un principio adoptó la apariencia externa de la arquitectura griega y solamente al final de la República, desarrolló su propio estilo arquitectónico, muy distintivo, mediante la introducción de elementos anteriormente poco utilizados, como los arcos, las bóvedas y las cúpulas. Un factor crucial en este desarrollo, acuñado por la revolución arquitectónica romana, fue la invención del hormigón (Opera caementicia). Elementos sociales como la riqueza y las altas densidades de población en las ciudades obligaron a los antiguos romanos a descubrir nuevas soluciones (arquitectónicas) propias. El uso de bóvedas y arcos, junto con un buen conocimiento de los materiales de construcción, por ejemplo, les permitió lograr éxitos sin precedentes en la construcción de imponentes edificaciones de uso público.
Ejemplos notables en Francia durante el período son Alyscamps en Arlés y la Maison Carrée en Nîmes. El Alyscamps es una gran necrópolis romana, que está a corta distancia fuera de las murallas de la antigua ciudad de Arlés. Fue una de las más famosas necrópolis del mundo antiguo. El nombre es una corrupción del latín Elisii Campi (es decir, los Campos Elíseos). Fueron famosos en la Edad Media y se conocen por Ariosto en Orlando Furioso y por Dante en el Infierno. El Alyscamps se siguió utilizando hasta bien entrada la Edad Media, aunque el traslado de las reliquias de San Trófimo a la catedral en 1152 redujo su prestigio. 

### Arquitectura prerrománica
La unificación del reino de los francos bajo Clodoveo I (465–511) y sus sucesores, correspondía con la necesidad de construcción de iglesias, y especialmente de iglesias monacales, ya que estas eran ahora las sedes más poderosas de la iglesia merovingia. Las plantas a menudo continuaron la tradición de la basílica romana, pero también tomaron influencias de lugares tan lejanos como Siria y Armenia. En el Este, la mayoría de las edificaciones eran de madera, pero la piedra era más común en los edificios importantes en el Oeste y en las zonas meridionales que luego cayeron bajo el dominio merovingio. La mayoría de las iglesias más importantes han sido reconstruidas, por lo general más de una vez, pero muchas plantas merovingias se han reconstruido a partir de la arqueología.
La descripción que hace el obispo Gregorio de Tours en la Historia de los francos de la basílica de Saint-Martin, construida en Tours por san Perpetuo (obispo 460-490) al comienzo del período y en un momento en que estaba en la frontera del territorio franco, da motivos para lamentar la desaparición de este edificio, una de las más bellas iglesias merovingias, que él decía tenía 120 columnas de mármol, torres en el extremo oriental, y varios mosaicos:

San Martín muestra el énfasis vertical, y la combinación de bloques-unidades que forman un espacio interno complejo y la correspondiente rica silueta externa, que iban a ser las características del románico.
Saint-Martin displayed the vertical emphasis, and the combination of block-units forming a complex internal space and the correspondingly rich external silhouette, which were to be the hallmarks of the Romanesque.
The Origins of the Romanesque (1986)

Una característica de la basílica de San Martín que se convirtió en una característica de la arquitectura eclesial de los francos fue el sarcófago o relicario del santo elevado para ser visible y situado axialmente detrás del altar, a veces en el ábside. No hay precedentes romanos para esta innovación de los francos.
Otros edificios se describen como adornados de forma similar, edificios ahora perdidos, incluyendo los cimientos merovingios de la basílica de Saint-Denis, de Ssn Gereón en Colonia y de la abadía de Saint-Germain-des-Prés, en París.

### Arquitectura románica
La arquitectura románica en Francia es una denominación historiográfica  con la que se designa un estilo arquitectónico de la Edad Media que surgió en lo que hoy es Francia a partir de una gran variedad de construcciones erigidas tras la muerte de Carlos el Calvo cuando se disgregaba el imperio carolingio y daba inicio la época feudal. Fue un momento en el que se produjeron grandes cambios en Europa y en el que los nacientes estados de lo que entonces se conoció como Cristiandad comienzan a estructurarse de una manera más estable. Cronológicamente, en esos territorios que llegaran a ser Francia, la arquitectura románica sucedió a la arquitectura carolingia y se desarrolló en paralelo a la arquitectura otoniana, siendo un estilo de amplia difusión en toda la Europa medieval que vivió su esplendor entre los siglos XI y XII. No hay consenso sobre la fecha de inicio del estilo románico, con propuestas que van desde el siglo VI hasta finales del siglo X, siendo esta última fecha la más común. Evolucionó y derivó en el siglo XII en la arquitectura gótica, marcada por los arcos apuntados. Ejemplos de arquitectura románica se pueden encontrar en todo el continente, siendo de hecho el primer estilo arquitectónico paneuropeo desde la arquitectura imperial romana. El estilo románico en Inglaterra, llevado por los normandos ya afincados en Francia, se conoce tradicionalmente como arquitectura normanda.
En una Europa rural con escasos recursos materiales y técnicos, se construyeron muchos castillos y fortalezas durante ese período, pero fueron muchas más las nuevas iglesias levantadas en ciudades y aldeas. Los monasterios y abadías contribuiran siendo verdaderas factorías de desarrollo económico. Las más significativas son las grandes iglesias abaciales, muchas de ellas todavía en pie, más o menos completas y con frecuencia en uso, destacando el empuje de una innovadora y ambiciosa abadía borgoñona, Cluny, que desde allí irradiara a todo el continente. La enorme cantidad de iglesias construidas en el período románico fue sucedida por el período todavía más ocupado de la arquitectura gótica, que reconstruyó, parcial o totalmente, la mayoría de las iglesias románicas en áreas prósperas como Inglaterra y Portugal. Los grupos más grandes de edificios románicos supervivientes están en las áreas que fueron menos prósperas en periodos subsecuentes, incluyendo partes de la Francia meridional, de la España norteña y de la Italia rural. La supervivencia de casas y palacios románicos no fortificados seculares, y de los cuartos domésticos de los monasterios es mucho más rara, pero éstos utilizaron y adaptaron las mismas características encontradas en los edificios religiosos, a una escala doméstica.
La arquitectura románica combinó varias características de los edificios antiguos romanos y bizantinos con otras tradiciones locales, siendo reconocible por su cualidad masiva, sus gruesos muros, la falta de la escultura, los arcos de medio punto y los pilares robustos, las bóvedas de arista, las grandes torres y las arcadas decorativas, a veces con banda lombarda . Básicamente de esa época se conserva una arquitectura religiosa en piedra, que estílisticamente es posible caracterizar por el uso del arco de medio punto como la reinterpretación del antiguo arco romano. Las columnas que soportan los arcos son generalmente cilíndricas y están rematadas con capiteles a menudo talladas con representaciones de animales, plantas y símbolos o más o menos geométricos. Cada edificio tiene formas claramente definidas, con frecuencia de una planta muy regular y simétrica; el aspecto general es de simplicidad en comparación con los edificios góticos que les van a seguir. El estilo se puede identificar a través de Europa, a pesar de las características nacionales y regionales y de los diferentes materiales empleados. Tendrá varias etapas, fundamentalmente dos, conocidas como primer rómánico (o rómánico temprano o lombardo) y segundo románico (o alto románico o románico maduro).
Regionalmente, el románico francés tiene variedades reconocibles en el Languedoc, la Provenza, Borgoña y Auvernia, con elementos tipológicos distintivos, como la pirámide auvernesa de las cabeceras de las iglesias o la torre octogonal lemosina de los campanarios. Las fachadas de la escuela de Provenza son las más antiguas, construidas en piedra y con las naves laterales haciendo las veces de contrafuertes de la nave central. En el crucero se levantan torres o cimborrios de dos niveles. Su aspecto exterior es austero. Las iglesias más destacadas son las de San Trófimo de Arlés, San Víctor de Marsella y la catedral de Aviñón. En la escuela del Languedoc aparecen las primeras iglesias de peregrinación, con cinco naves y girola. Templos importantes son: San Sernin de Toulouse y Santa Fe de Conques. El tipo clásico románico se encuentra en la región central, en Auvernia. Las iglesias tienen ábside y girola, con naves laterales de dos pisos con triforio. La nave central tiene bóveda de cañón. Los arcos son de grandes dimensiones. Y la  piedra utilizada tiene policromía. Destaca la catedral de Puy y la iglesia de Notre-Dame la Grande en Poitiers. La fachada de Le Puy-en-Velay, en Haute-Loire tiene una compleja disposición de aberturas y arquerías ciegas que luego se convertirá en una característica de las fachadas góticas francesas. Se hace aún más rica por el ladrillo policromado utilizado en diversos patrones, incluyendo en tablero de ajedrez, también una característica de la decoración con cerámica de las iglesias cristianas en la península ibérica de ese período. El perfil de las naves laterales se tamiza con arcos abiertos, tal vez por las campanas.
En la escuela de Aquitania y el Perigord aparecen las cúpulas, como en la catedral de Angulema y San Front de Périgueux. La  catedral de Angulema  es uno de los varios casos en que las iglesias bizantinas de Constantinopla parecen haber influido en el diseño, ya que los espacios principales están cubiertos con cúpulas. Esta edificación habría requerido el uso de muros muy gruesos y de enormes pilares desde los que arrancasen las cúpulas. Hay capillas radiales en todo el ábside, que es una característica típicamente francesa y que luego fue evolucionando hacia la cabecera. La catedral de Angulema es otra fachada ricamente decorada, pero aquí es de piedra labrada jugando ya la escultura el papel de adorno principal. La manera de disponer los distintos arcos no es diferente a Le Puy-en-Velay, pero la formación de cinco claras divisiones verticales sugiere que la nave central interior estará enmarcada por dos naves laterales a cada lado; sin embargo, la iglesia no tiene naves y está cubierta, como se ha mencionado ya, por cúpulas. La escultura figurativa, en común con mucha de la escultura románica, no está estrechamente integrada en los espacios en forma de arco en los que se ha dispuesto.
La escuela de Borgoña desarrolló el modelo típico románico, el que más se difundió, como la abadía de Cluny, la catedral de Autun y la iglesia de Vezelay.  En la catedral de Autun el patrón de los huecos de la nave central y las laterales se extiende más allá del crucero y en el presbiterio, cada nave lateral termina en un ábside. Cada tramo de la nave se separa en la bóveda por un nervio transversal. Cada transepto se proyecta hasta la anchura de los dos tramos de la nave. La entrada tiene un nártex que apantalla la portada principal. Este tipo de entrada va a ser reelaborada en la época gótica en los transeptos en Chartres. La abadía de Fongombault ya muestra la influencia de la abadía de Cluny, con una planta cruciforme claramente reconocible. Hay una cabecera de capillas que rodean la suerte de ábside; el crucero está coronado por una torre y los transeptos terminan con gabletes.
Y la escuela de Normandía, que influiría mucho en la arquitectura normanda de Inglaterra. Sus iglesias son más altas, armoniosas y, por lo tanto, con más luz. En el exterior destacan las tres portadas, que corresponden a sendas naves. Destacan en Caen las iglesias de Sant-Etienne de la abadía de los Hombres y la Trinidad. Saint-Étienne presenta una de las fachadas románicas más conocidas del norte de Francia, con tres portales que conducen a las naves, y una disposición sencilla de ventanas idénticas entre los contrafuertes de las altas torres. Iniciada en la década de los 1060, fue un prototipo para las fachadas góticas. Las espiras y los pináculos, que parecen elevarse inevitablemente de las torres, son de principios del siglo XIII. La Trinidad puso un mayor énfasis en el portal central y en la disposición de las ventanas sobre él. La decoración de las torres comienza en un nivel inferior al de Saint-Étienne, dándoles peso y distinción. Las balaustradas superiores fueron adiciones en estilo clásico. Notre-Dame en Domfront es una iglesia cruciforme con un breve ábside en el extremo oriental. La nave ha perdido sus naves laterales, y tiene probablemente solo parte de su longitud. El crucero tiene una torre que se eleva en dos plantas diferenciadas y está coronada por una aguja piramidal de un tipo visto ampliamente difundido en Francia y Alemania, y también, en las torres normandas de Inglaterra.
Casi todos los edificios románicos franceses que se conservan han sido clasificados como monumentos históricos, apareciendo los más destacados ya en las listas de 1840 y 1875. Varias iglesias han sido individualmente declaradas patrimonio de la Humanidad, como la basílica de Vézelay (1979), la abadía cisterciense de Fontenay (1981), la iglesia abacial de Saint-Savin-sur-Gartempe (1983) calificada de «capilla Sixtina del arte románico», y la basílica de Saint-Remi de Reims (1991), además de algunos más recogidos en conjuntos, como un buen número de catedrales, iglesias y abadías en los Caminos de Santiago en Francia (1998).
- Arquitectura románica
- Saint-Nectaire, en Puy-de-Dôme con una torre de crucero poligonal como Cluny, contrafuertes planos y un alto ábside oriental con bajos absidiolos radiantes que forman una cabecera.
- La abadía de Saint-Georges, Boscherville, es muy típica de la arquitectura normanda de principios del siglo XII con pisos de ventanas idénticas, arcadas ciegas y torreones pareados. La fachada revela la forma de la nave y los pasillos.
- La iglesia de la abadía de la Trinité de Caen muestra el desarrollo de las torres gemelas y la fachada de triple portal
- La catedral de Angulema muestra una fachada torreada que da poca indicación de la forma del edificio y es típica del sur de Francia.

### Arquitectura medieval
La arquitectura gótica francesa y arte francés designa un estilo arquitectónico de la segunda parte de la Edad Media que surgió en lo que hoy es Francia como evolución de la arquitectura románica. El gótico apareció hacia 1130/1140 en las regiones de la Isla de Francia y Alta Picardía bajo el nombre de opus francigenum —en latín, que significa 'obra franciliana', por Isla de Francia— y se difundió rápidamente: primero, al norte del río Loira y luego al sur: después llegó a toda Europa occidental y siguió en uso hasta mediados del siglo XVI, e incluso hasta el siglo XVII en algunos países. Su fuerte identidad, tanto filosófica como arquitectónica, representa probablemente uno de los mayores logros artísticos de la Edad Media.
Las técnicas y la estética góticas se perpetuaron en la arquitectura francesa más allá del siglo XVI, en pleno período clásico, en algunos detalles y modos de reconstrucción. En el siglo XIX también tuvo lugar una verdadera recuperación con la ola de los historicismos, que llegó hasta principios del siglo XX, un estilo revival que fue denominado neogótico y que en Francia apareció algo más tarde que en otros países europeos.
El gótico francés se considera dividido en cuatro estilos, que no periodos, ya que a veces se superpusieron cronológicamente:
- temprano, primitivo, inicial o preclásico (1130-1180), caracterizado por la adopción del arco apuntado y la transición desde el final de la arquitectura románica. Para elevar más los muros, los constructores los dividieron en cuatro niveles: la arcada (arcos y pilares), galería, triforio y clerestorio; y para estabilizar los altos muros, inventaron los arbotantes, que alcanzaron la madurez solamente en el alto gótico durante el siglo XIII. Las bóvedas serán bóvedas sexpartitas de seis nervios. Edificaciones notables del estilo incluyen el extremo oriental de la iglesia de la abadía de Saint Denis (desde 1144,) la catedral de Sens (desde 1140), la catedral de Laon, la fachada occidental de la catedral de Chartres, Notre Dame de París, la catedral de Lyon y la catedral de Toul.
- clásico o alto gótico (1180-1240), momento en el desaparecen los últimos vestigios del estilo románico; canonizó las proporciones y formas del gótico temprano y las desarrolló aún más para alcanzar la luz, con edificaciones más altas y majestuosas. Los muros de las grandes iglesias pasaron de cuatro a solo tres niveles: arcada, triforio y clerestorio. Las coronaciones de los pilares se hicieron más pequeños para evitar detener el empuje ascendente visual. Las ventanas del clerestorio cambiaron de ser una única ventana en cada segmento, alojada en el muro, a dos ventanas unidas por un pequeño rosetón. Los nervios de las bóvedas se redujeron a cuatro. Los arbotantes maduraron, y después de que abrazaran el edificio en Notre-Dame de París y Chartres, se convirtieron en la forma canónica de soportar altos muros, desempeñando tanto propósitos estructurales como ornamentales. El cuerpo principal de la catedral de Chartres (1194-1260) —que sirvió de modelo para otras grandes catedrales de la época como la catedral de Soissons y la de Reims—, la catedral de Amiens y la catedral de Bourges son también representantes del estilo.
- radiante (rayonnant, 1240-1350), caracterizado por una mayor preocupación por las superficies y la repetición de los motivos decorativos a diferentes escalas. Los edificios tienden también a ganar en altura y verticalidad y se busca un efecto de ligereza y riqueza, superando la austeridad y cierta pesadez de la etapa precedente. En el interior la luz lo invade todo y se liberan los muros de su función sustentante para disponer rosetones radiales (de ahí el nombre) y vanos cada vez más grandes, que se decoran con vidrieras muy decoradas. Uno de los primeros edificios que sentaron las bases del estilo fue la catedral de Beauvais, que pretendía una altura de las bóvedas tan imponente (48 m) que no fue igualada en ningún otro edificio gótico. La Sainte-Chapelle, en París, concebida como una especie de relicario de cristal, constituye el paradigma perfecto del estilo radiante.
- y tardío o flamígero (flamboyant, desde 1350), con una ornamentación exuberante, caracterizada por un gran virtuosismo en la estereotomía (corte de la piedra). La técnica de la piedra armada del período radiante dio paso a la piedra tallada lo que explica que los rosetones sean más pequeños, incluso aunque sean más aéreos al reposar sobre estructuras más ligeras, como en la Sainte-Chapelle de Vincennes. Las fachadas también se tallan en varios planos. En el interior de los edificios, las bóvedas de crucería cada vez son más compleja, convirtiéndose, en algunos edificios, en un elemento decorativo.

- Interiores góticos franceses
- Catedral de Senlis
(gótico inicial)
- Catedral de Amiens (gótico clásico)
- La Sainte-Chapelle, París (radiante)
- La nave de la Sainte-Chapelle de Vincennes (flamígero)

Aparte de estos estilos, hay otros góticos regionales como el gótico angevino —por la ciudad de Angers, con fachadas no tripartitas y bóvedas angevinas, de un perfil muy abombado, destacando la catedral de Saint-Maurice de Angers y el antiguo hôpital Saint-Jean—, el gótico normando —con la presencia sobre el transepto de una torre central, como en las catedrales de Coutances, Notre-Dame de Rouen, Notre-Dame d'Évreux— y el llamado «gótico meridional» (a diferencia del gótico septentrional o gótico del Norte). Este último estilo se caracteriza por una gran nave y no tiene ningún transepto. Los ejemplos de esta arquitectura gótica podrían ser la catedral de Santa Cecilia de Albi, Notre-Dame-de-Lamouguier en Narbona y la catedral de Nuestra Señora de Saint Bertrand de Comminges.
- Las variantes regionales góticas francesas
- Bóvedas del Hôpital Saint-Jean de Angers (actual Museo de Jean-Lurçat)
(gótico angevino)
- Cimborrio de la catedral de Coutances 
(gótico normando)
- Catedral de Albi
 (gótico meridional)

La mayoría de los edificios góticos del país tienen la condición de monumento histórico y gozan de algún grado de protección (clasificados o calificados), siendo mayoría los monumentos góticos clasificados en 1840 y 1862. Además, muchos de ellas han sido designados como Patrimonio de la Humanidad: cuatro a título individual —catedral de Chartres (1979), catedral de Amiens (1981), catedral de Reims y la antigua iglesia abacial de de Saint-Remi (parcialmente gótica) en Reims (1991), y catedral de Bourges (1992)—, otros con alguna parte gótica —Abadía del Monte Saint-Michel (coro gótico flamígero de la iglesia abacial y Merveille), y otros como parte de un bien serial: la catedral de Albi y la Colegiata de San Salvio de Albi, en parte gótica (ambos parte de la Ciudad episcopal de Albi) (2010) y muchos parte de los Caminos de Santiago en Francia (1998): basílica de San Miguel (Burdeos) (gótico flamígero), catedral de Burdeos (gótico angevino), catedral de Bayona, catedral de Santa María (Oloron-Sainte-Marie) (en parte gótica), basílica de Nuestra Señora de L'Épine, colegiata de Notre-Dame-en-Vaux (Châlons-en-Champagne) (en parte gótica), torre de Santiago (París), colegiata de San Pedro de La Romieu e iglesia Saint-Jacques de Compiègne (gótico flamígero).

### Arquitectura renacentista
La arquitectura renacentista francesa es la denominación historiográfica con la que se designa la producción arquitectónica de principios de la Edad Moderna en lo que hoy es Francia (entonces principalmente el reino de Francia, aunque también partes de Flandes, Lorena, Alsacia, Franco Condado, Saboya, Cerdaña, Bretaña y Provenza).
Corresponde a la arquitectura francesa en la época del Renacimiento —que sustituyó progresivamente a la arquitectura gótica, que había nacido en el país en el siglo XII— a partir de la importación y adaptación de los modelos del Renacimiento italiano. Apareció a comienzos del siglo XVI, más de medio siglo más tarde que en Italia, en diferentes regiones francesas, en especial en el valle del Loira y en la Isla de Francia. Continuó hasta principios del XVII, cuando fue sucedida por la arquitectura barroca o clasicismo francés.
Los principales protagonistas fueron los reyes Carlos VIII (r. 1483-1498), Luis XII (r. 1498-1515) y especialmente Francisco I (r. 1515-1547), que hizo llamar a numerosos artistas italianos y bajo cuyo reinado el estilo renacentista se convirtió en el estilo dominante en la corte francesa. Los monarcas franceses trabajaron en el embellecimiento de sus propias residencias reales de campo —en los castillos de Montsoreau (1453-1461), Langeais (1465-1469),  Amboise (1495-1498), Blois (1499-1502), Chambord (desde 1519) o Fontainebleau (desde 1532)— y en la capital, París, en la reforma de la fortaleza del Louvre (desde 1527) y en la construcción de otros nuevos palacios, como el castillo de Madrid (1528-1540) o el palacio de las Tullerias (a partir de 1564). 
Francisco I se casó con Claude de France en la capilla del Château de Saint-Germain-en-Laye en mayo de 1514, y tuvo ese edificio como residencia favorita: en 1539 encargó a Pierre Chambiges reconstruirlo, obra que se ha considerado como la primera de estilo renacentista en Francia.  La arquitectura continuó prosperando en los reinados de Enrique II (r. 1547-1559) y Enrique III (r. 1574-1589), siendo destacable el papel jugado por Catalina de Médici (1519-1589), primero reina consorte de Enrique II (1547 a 1559), luego regente (1560 a 1563) hasta la mayoría de edad de su hijo Carlos IX (r. 1560-1574) y finalmente reina madre de Enrique III hasta su muerte en 1584, aún con poderosa influencia política y artística. Será una etapa marcada por las guerras de religión (1562-1598) que eclipsaron la producción artística en el país, pero fomentaron la reflexión intelectual y la propaganda religiosa y política.
Durante los primeros años del siglo XVI el reino de Francia había participado en varias guerras en el norte de Italia, llevando de vuelta a Francia no solo tesoros artísticos del Renacimiento, como botín o adquiridos, sino también nuevas ideas estilísticas. La manifestación más evidente de esas nuevas ideas fue la reforma o nueva edificación de los châteaux (castillos) residenciales en el valle del Loira y en la Île-de-France. El ejemplo renacentista más antiguo es el castillo de Montsoreau (c.1461), seguido por los castillos de Amboise (c. 1495) —«el primer palacio italianizante de Francia» en el que Leonardo da Vinci pasó sus últimos años como invitado del rey—, Gaillon (1502-1509), Chenonceau (1513-1521), Azay-le-Rideau (1518-1523), Villandry (1532-1536), Ancy (1544-1550), Écouen (1538-1555) y Anet (1547-1555). El valle del Loira todavía conserva una densidad excepcional de castillos y casas señoriales que datan del Renacimiento o que fueron modificados de manera significativa en ese momento cuando la corte real se alojaba allí con regularidad. Conocidos como los castillos del Loira, algunos de ellos se encuentran entre los edificios más notables y famosos del Renacimiento francés y justificaron que la Unesco declarara en 2000 Patrimonio de la Humanidad al «Valle del Loira entre Sully-sur-Loire y Chalonnes-sur-Loire». 
Destacados arquitectos italianos estuvieron al frente de importantes proyectos en el país —Giovanni Giocondo (1496-1508), Domenico da Cortona (c. 1495-1549), Francesco Primaticcio (1532-1570), Giacomo Vignola (1541-1543) o Sebastiano Serlio (1541-1554)—, pero poco a poco los arquitectos franceses, inspirándose en las ideas nuevas, comenzaron a hacer suyo el nuevo estilo renacentista: fueron  los más famosos del siglo XVI Philibert Delorme (1510-1570), Jacques Androuet du Cerceau (1510-1584) (conocido por sus notables grabados de edificios), Pierre Lescot (1515-1578) (que construyó la fachada interior suroeste de la Cour Carrée del Louvre parisino) y Jean Bullant (1515-1578).
El Renacimiento francés, en arquitectura, se considera habitualmente dividido en cuatro etapas: estilo Luis XII (ca. 1495-1530, de transición entre el gótico y el Renacimiento), Primer Renacimiento (1515 a 1530/1540), Segundo Renacimiento o Renacimiento clásico (1540 a 1559/1564) y manierismo (1559/1564-principios del siglo XVII). Además de las dificultades que entraña toda periodización, hay dos cuestiones adicionales que pueden inducir a confusión: primera, estos periodos en Francia, que tienen más o menos correlato en Italia y en otros países europeos, son más tardíos y en general no suelen corresponder en todas las regiones con los mismos periodos temporales; y segunda, su uso se complica al utilizarse con generalidad otras denominaciones estilísticas usadas tanto en las artes decorativas y en el mobiliario —que corresponden a los distintos reinados: estilo Luis XII, estilo Francisco I, estilo Enrique II, estilo Enrique IV— como en la pintura y escultura —Alto Renacimiento y Bajo Renacimiento— y que a veces se usan por extensión en arquitectura.
- Fachadas interiores renacentistas
- Arcadas del lado del patio del château de La Rochefoucauld (a partir de 1519)
- Ala Sur del château d'Écouen (1532-1567) con las copias de los Esclavos de Miguel Ángel (originales en el Louvre)
- Ala Lescot del Palais du Louvre (1546-1556)
- Ala de la Belle cheminée del château de Fontainebleau (1565-1570)

### Arquitectura barroca
La arquitectura barroca francesa, a veces llamada clasicismo francés, fue un estilo de arquitectura que floreció durante los reinados de Luis XIII (1610-1643), Luis XIV (1643-1715) y Luis XV (1715-1774), en los que se iniciaron una serie de construcciones de gran fastuosidad, que pretendían mostrar la grandeza de los monarcas y el carácter sublime y divino de la monarquía absolutista, especialmente de Luis XIV, el «rey Sol» —el astro rey, de quien emana toda la sabiduría, toda la luz, y que con su gloria ilumina a toda Francia—, quien tomó el palacio de Versalles como expresión de su poder y de su propia persona, convirtiéndose así en el prototipo de residencia áulica del príncipe absoluto. Coincidirá,  con un periodo de bonanza económica, en el que una amplia nobleza y una burguesía pudiente serán capaces de permitirse los excesos y las costosas representaciones de estilo teatral. Aunque se percibe cierta influencia de la arquitectura barroca italiana, esta fue reinterpretada dando prioridad a la sobriedad, la armonía y la claridad, siendo más fiel al clasicismo renacentista. Fue precedida por la arquitectura renacentista y por el manierismo y fue seguida, en la segunda mitad del siglo XVIII, por la arquitectura neoclásica.
Los franceses llaman «clásica» a la arquitectura del siglo de Luis XIV y de sus sucesores y rechazan la denominación, peyorativa en francés, de «barroca». Esta oposición entre un clasicismo «razonable» a la francesa y un barroco «excesivo» a la italiana encuentra su origen en la voluntad, afirmada desde el siglo XVII, de suplantar a Roma y, de hecho, aparece en el momento en que Versalles y la corte del rey Sol toman el lugar de Italia como centro de influencia cultural. El punto de inflexión será en abril de 1665 con el rechazo de los planes de Bernini para la columnata del Louvre: el arquitecto más famoso y solicitado de Europa era rechazado por la corte de Francia. Sin embargo, algunos historiadores del arte consideran la arquitectura francesa de los reinados de Luis XIII y sobre todo, de Luis XIV y Luis XV como barroca: creen que la mayoría de las construcciones francesas «clásicas», sean religiosas o civiles, podrían haberse construido en otros lugares de Europa y que reúnen todos los elementos barrocos: el gusto por la magnificencia, la perspectiva, la decoración. Ese barroco francés influirá profundamente en la arquitectura civil del siglo XVIII en toda Europa.
Las primeras realizaciones de relevancia corrieron a cargo de Jacques Lemercier (capilla de la Sorbona, 1635) y de François Mansart (château de Maisons-Laffitte (1624-1626); Iglesia de Val-de-Grâce (1645-1667). Posteriormente, los grandes programas áulicos se centraron en la nueva fachada del palacio del Louvre (1667-1670), obra de Louis Le Vau y de Claude Perrault, en el ahora desaparecido château de Marly (1679-1696), en ciertas alas del inmenso château de Fontainebleau. Pero no se puede atribuir el desarrollo de la arquitectura barroca únicamente a los dominios de la corona, ya que fue en ese momento cuando proliferaron también muchas obras de dominio noble y burgués como los châteaux en las zonas rurales —el château de Dampier construido para el duque de Chevreuse, el ala barroca del castillo de Blois, el ya mencionado Maisons Laffitte (cuya realización marcará un antes y un después en la arquitectura francesa) —y los hôtels particuliers en las zonas urbanas; por ejemplo el Hôtel de Toulouse, actual sede de la Banque de France, o el Hôtel de Soubise  (1624-1639), posteriormente remodelado para convertirse en claro ejemplo del estilo rococó. 
Pero el principal programa del siglo será el palacio de Versalles (1669-1685), nuevamente un encargo para Le Vau continuado por Jules Hardouin-Mansart. De este último arquitecto conviene también destacar la iglesia de San Luis de los Inválidos (1678-1691), así como el trazado de la plaza Vendôme de París (1685-1708).
Aunque originalmente inspirados en el barroco italiano, bajo Luis XIV, se dio mayor énfasis a la regularidad, al orden colosal de las fachadas y al uso de columnatas y cúpulas, para simbolizar el poder y la grandeza del Rey.  Este mensaje está claramente presente en la disposición de salones (el dormitorio de Luis XIV ocupa el centro del palacio y está dispuesto exactamente sobre el eje este-oeste, los salones de estado están dedicados cada uno a una divinidad romana, o lo que es lo mismo a un planeta, etc), así como en la fuente de Apolo; cuyo carro tira del sol, el cual, al estar la fuente mirando hacia el este, parece que va a emerger del agua. Muy pronto, el palacio y la ciudad que surgirán en Versalles se convertirán en un suntuoso signo de propaganda política y escenario de un sinfín de extravagancias y derroches. A partir de Versalles, tanto el palacio como el modelo de jardín francés se difundieron por las cortes europeas.
Ejemplos notables del estilo son el Gran Trianón del Palacio de Versalles y la cúpula de la iglesia parisina de iglesia de San Luis de los Inválidos (1678-1691), otra obra de Jules Hardouin-Mansart (que alberga actualmente los restos de Napoleón Bonaparte) junto con el conjunto adyacente del Hôtel des Invalides. En los últimos años de Luis XIV y en el reinado de Luis XV, los órdenes colosales desaparecieron gradualmente, el estilo se hizo más claro y vio la introducción de la decoración de hierro forjado en los diseños de rocaille. El período también vio la introducción de plazas urbanas monumentales en París y en otras ciudades, en particular la plaza Vendôme y la place de la Concorde. El estilo influyó profundamente en la arquitectura secular del siglo XVIII en toda Europa: el palacio de Versalles y el jardín formal francés fueron copiados por otras cortes de toda Europa.
La arquitectura barroca está en deuda con los franceses por la invención del château  de tres cuerpos de edificación. El modelo vigente hasta entonces era el del  palazzo italiano: una fachada austera, a veces grandiosa, dando a la calle, con uno o más patios interiores con columnatas o no. La creatividad de los arquitectos se expresaba en los márgenes, en la gran escalera o la galería interior. Aunque el diseño palaciego de tres alas abiertas ya se había establecido en Francia como solución canónica en el siglo XVI, fue el Palacio de Luxemburgo (1615-1631) de Salomon de Brosse el que determinó la dirección sobria y clasicista que la arquitectura barroca francesa va a tomar. Para la reina madre María de Medici, de Brosse puso a punto el palacio con tres cuerpos de edificación que se convertiría en el modelo esencial de la arquitectura palaciega. Por primera vez, el corps de logis se subrayó como la parte representativa principal de la construcción, mientras que las alas laterales fueron tratadas como jerárquicamente inferiores y fueron apropiadamente reducidas. La torre medieval ha sido completamente reemplazada por la proyección central en la forma de una puerta monumental de tres pisos. De Brosse mezcló en el diseño elementos a la francesa  (techos abuhardillados y decorados) y elementos italianos (en particular el tratamiento «rústico» de la fachada de piedra, como la del palacio Pitti que añoraba la reina madre). Esa síntesis es característica del estilo Luis XIII.
- Los tres grandes palacios del clasicismo francés precursores de Versalles
- Palacio del Luxemburgo (1615-1620), de Salomon de Brosse
- Château de Maisons-Laffitte (1630-1651), de François Mansart
- Château de Vaux-le-Vicomte (1656-1661), cerca de Paris, de Louis Le Vau y André Le Nôtre

### Arquitectura rococó
El Rococó se desarrolló por primera vez en las artes decorativas y en el diseño de interiores. La sucesión de Luis XIV trajo un cambio en los artistas de la corte y en la moda artística general. Hacia el final del reinado del viejo rey, los ricos diseños barrocos fueron dando paso a elementos más ligeros con más curvas y patrones naturales. Estos elementos son evidentes en los diseños arquitectónicos de Nicolas Pineau. Durante la Regencia, la vida cortesana se alejó de Versalles y este cambio artístico se convirtió en bien establecido, primero en el palacio real y luego a lo largo de la alta sociedad francesa. La delicadeza y la alegría de los diseños rococó fueron a menudo vistos como en perfecta sintonía con los excesos del régimen de Luis XV.
Los años 1730 representaron la altura del desarrollo Rococó en Francia. El Rococó todavía mantenía el sabor barroco por las formas complejas y los patrones intrincados, pero en este punto, había comenzado a integrar una variedad de diversas características, incluyendo un gusto por los diseños orientales y las composiciones asimétricas. El estilo se había extendido más allá de la arquitectura y el mobiliario a la pintura y la escultura. El estilo rococó se extendió con artistas franceses y las publicaciones grabadas. Fue recibido con facilidad en las partes católicas de Alemania, Bohemia y Austria, donde se fusionó con las animadas tradiciones barrocas alemanas.

### Arquitectura neoclásica
El neoclasicismo francés fue un movimiento que afectó a la arquitectura, el diseño y las artes y que fue dominante en Francia entre 1760 y 1830. Surgió como una reacción a la frivolidad y al excesivo ornamento de los estilos barroco y rococó. En arquitectura, presentaba sobriedad, líneas rectas y formas basadas en modelos griegos y romanos antiguos, como el frontón y la columnata. Comenzó tarde, en los últimos veinte años del reinado de Luis XV (r. 1715-1774). Se convirtió en dominante durante el reinado de Luis XVI (r. 1774-1792) —estilo Luis XVI— y continuó a través de la Revolución francesa, el Directorio, el reinado de Napoleón Bonaparte, y la Restauración borbónica hasta 1830, cuando fue reemplazado gradualmente como el estilo dominante por el romanticismo y el eclecticismo. Se vio favorecido por la concurrencia de varios factores:
- el desarrollo de las excavaciones arqueológicas en Italia con el descubrimiento de Pompeya y Herculano a finales de los años 1730, y luego, excavaciones en el sur de Francia.
- la profundización del conocimiento de la Antigüedad, gracias a publicaciones académicas, extranjeras o francesas (Recueil d'antiquités (1752-1765), del conde de Caylus, Ruins of Palmyra (1753), Ruins of Balbec (1757) de Robert Wood, Ruins of Paestum (1758) de Thomas Major, Ruines des plus beaux monuments de la Grèce (1758) de Julien-David Le Roy).
- el desarrollo de un gusto por lo pintoresco y por lo sublime (como el gusto por las ruinas, las pinturas de Giovanni Paolo Panini y de Hubert Robert, o los grabados de Giovanni Battista Piranesi adquiridos por los franceses o de los que informaban los viajeros).
- la práctica del viaje a Italia de los arquitectos, al contacto con las ruinas antiguas y con los edificios de la arquitectura renacentista de Palladio, Rafael o Vignola.

La primera fase del neoclasicismo francés se expresó en el diseño de mobiliario e interiores, el conocido como estilo Luis XV —inicialmente un estilo parisino, el Goût grec (estilo o gusto griego) no un estilo de corte; solo cuando el joven rey accedió al trono en 1774, María Antonieta, su reina, amante de la moda, llevó el estilo Luis XVI a la corte—, que luego evolucionó hacia los estilos de decoración Directorio e Imperio.
Los primeros edificios neoclásicos fueron construidos en tiempos de Luis XV (r. 1715-1774) por Ange-Jacques Gabriel y Jacques-Germain Soufflot, bajo el impulso del marqués de Marigny, director general de los edificios del rey, desde 1751 a 1773. Sus principales realizaciones fueron la Escuela Militar (1751-1756), el palacio de Compiègne, reconstruido a partir de 1751, la plaza Luis XV (1755-1775), el Petit Trianon (1762-1768), el proyecto de reconstrucción del château de Versalles entre 1772 y 1775, el Hôtel-Dieu de Lyon (1741-1764) y la iglesia de Santa Genoveva de París (1764-1790).
El gusto por lo antiguo y el retorno al clasicismo también se expresaron en la arquitectura religiosa, en la civil y en la privada —a menudo a través del modelo reinterpretado de la arquitectura privada de Palladio conocido a través de su tratado I quattro libri dell'architettura (Venecia, 1570)—, en la decoración de interiores y en el arte de los jardines. Además de los ejemplos de las iglesias de Saint-Sulpice y de Santa Genoveva, de sitios públicos y edificios como la Casa de la Moneda y la Escuela de Cirugía de París, del Gran Teatro de Burdeos, del Hôtel de Salm, de la Plaza de la Bolsa de Burdeos, fueron numerosos los edificios privados construidos en este estilo: los hôtels Alexandre, de Hallwyll, de Thelusson, de Bourbon-Condé, de Masseran, de Montesquiou, todos en París; las casas Carré de Baudouin, Huvé, Rousseau alrededor de la capital; muchos hôtels en Burdeos, La Rochelle, la casa del armador en Le Havre, sin incluir los desarrollos inmobiliarios, como el Palais-Royal de París o el barrio Graslin en Nantes.
Los principales representantes del neoclasicismo arquitectónico francés hasta la víspera de la Revolución fueron Ange-Jacques Gabriel (1698-1782), Jacques-Germain Soufflot, Étienne-Louis Boullée y Claude Nicolas Ledoux (1736-1806). Los edificios respectivos de los dos últimos, construidos o proyectados utópicamente (cenotafio de Newton de Boullée, proyecto de ciudad ideal en Arc-et-Senans de Ledoux), han influido a arquitectos y teóricos del siglo XX. Además de estos cuatro grandes nombres, Jacques Denis Antoine, Alexandre Brongniart, Jean-François-Thérèse Chalgrin (1739-1811), Louis-Jean Desprez, Charles De Wailly, Jacques Gondouin, Victor Louis, Richard Mique, Pierre-Adrien Pâris, Marie-Joseph Peyre, se cuentan entre los representantes de la vuelta a la antigüedad bajo el reinado de Luis XVI.
- Iglesias neoclásicas francesas
- Iglesia de San Sulpicio (1646-1870), París
- Iglesia de la Madeleine (1763-1842), París
- Santa Genoveva (1764-1790) (hoy Panteón), París
- Iglesia de Saint-Louis (1809-1859), La Roche-sur-Yon
- Iglesia de San Vicente de Paúl (1824-1844), París

La Revolución, entendida como el período que va entre 1789 y el golpe de Estado del 18 de brumario (1799), y el Primer Imperio Francés (1804-1814) marcó una etapa importante en la arquitectura neoclásica en Francia. Animaron la expresión de una sensibilidad grandiosa, el uso de un vocabulario ornamental aún más inspirado en la Antigüedad que bajo el reinado de Luis XVI, incluso yendo a buscar elementos de adorno llamados etruscos o pompeyanos, o al menos creídos como tales...
Durante la Revolución, el gusto por la antigüedad se expresaba principalmente en la arquitectura efímera (arquitectura de fiestas públicas y ceremonias, decoración de salas de espectáculos o de salas de reuniones públicas: Tribunado, Consejo de los Cinco Cientos, etc.), y en los concursos públicos convocados para construir monumentos conmemorativos: concurso del Año II, proyecto de columnas o de obeliscos departamentales a la gloria de los ejércitos revolucionarios, fuentes públicas, etc.
Napoléon I quiso hacer de París la Nueva Roma e hizo construir numerosos edificios que recordarían al Imperio romano en su apogeo con la ayuda de arquitectos como Charles Percier y Pierre-François-Léonard Fontaine: la rue de Rivoli, la columna Vendôme, el arco de Triunfo del Carrusel, el Arco de Triunfo de la Place de l'Étoile (encargado en 1806, terminada en 1836). (Ver también el estilo Imperio).
Desde alrededor de 1800 un nuevo flujo de ejemplos arquitectónicos griegos, vistos a través de aguafuertes y grabados, comenzó a dar un nuevo impulso al neoclasicismo que se conoce revival griego o neogriego. El neoclasicismo continuó siendo una fuerza importante en el arte académico a través del siglo XIX y más allá —una antítesis constante para el romanticismo o revival gótico— aunque desde finales del siglo XIX a menudo fuese considerado anti-moderno, o incluso reaccionario, en los círculos críticos influyentes. A mediados del siglo XIX, varias ciudades europeas —en particular San Petersburgo, Atenas, Berlín y Múnich— se transformaron en verdaderos museos de arquitectura neoclásica. En comparación, el revival griego en Francia nunca fue popular, tanto para el Estado como para el público. Lo poco que se había iniciado eran la cripta de Charles De Wailly en la iglesia de San Leu-St Gilles (1773-1780), y las Barriere des Bonshommes (1785-1789), de Claude Nicolas Ledoux. La evidencia de primera mano de la arquitectura griega fue de muy poca importancia para los franceses, debido a la influencia de las doctrinas de Marc-Antoine Laugier que trató de discernir los principios de los griegos en lugar de sus meras prácticas. Tomaría hasta el neogriego de Laboustre del segundo Imperio para que el revival griego floreciese brevemente en Francia.
El gusto por la inspiración antigua y clásica continuó en la arquitectura francesa hasta finales del siglo XIX, cuando otras tendencias estéticas se consolidaron, el historicismo, el eclecticismo y el racionalismo arquitectónico, que a su vez se declinaron en neogótico, neorrománico, neorrenacentista, etc.
- Algunas obras neoclásicas parisinas
- Palais Bourbon (1722-1728) (hoy Asamblea Nacional)
- Plaza de la Concordia (1772) y, al fondo, iglesia de la Madeleine
- Palacio de la Bolsa (1807-1826)
- Arco del Triunfo (1808-1838), de Jean Chalgrin

### Arquitectura neogótica

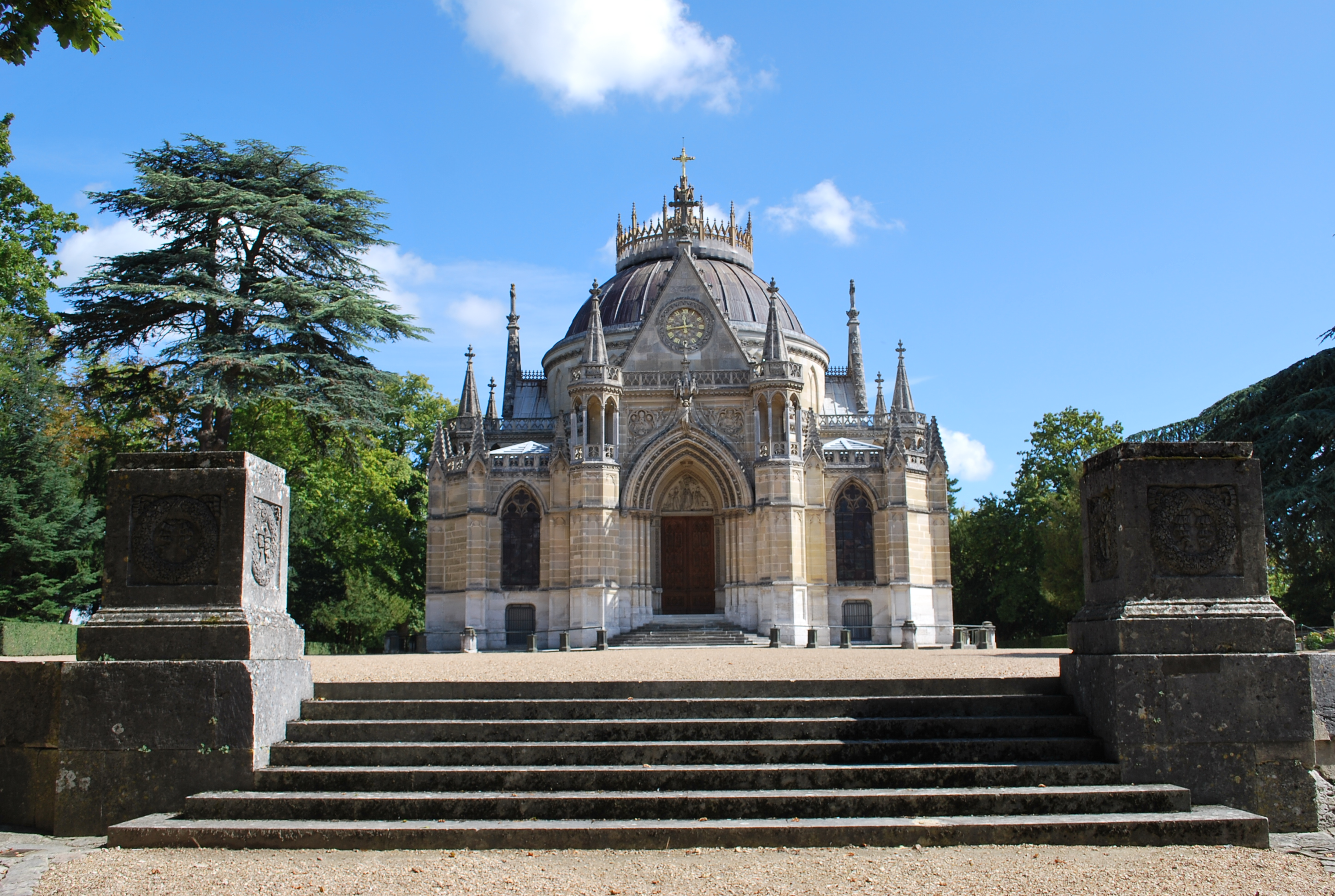
Capilla real de Dreux, una capilla de 1816 reformada con una fachada neogótica (1843-1845)

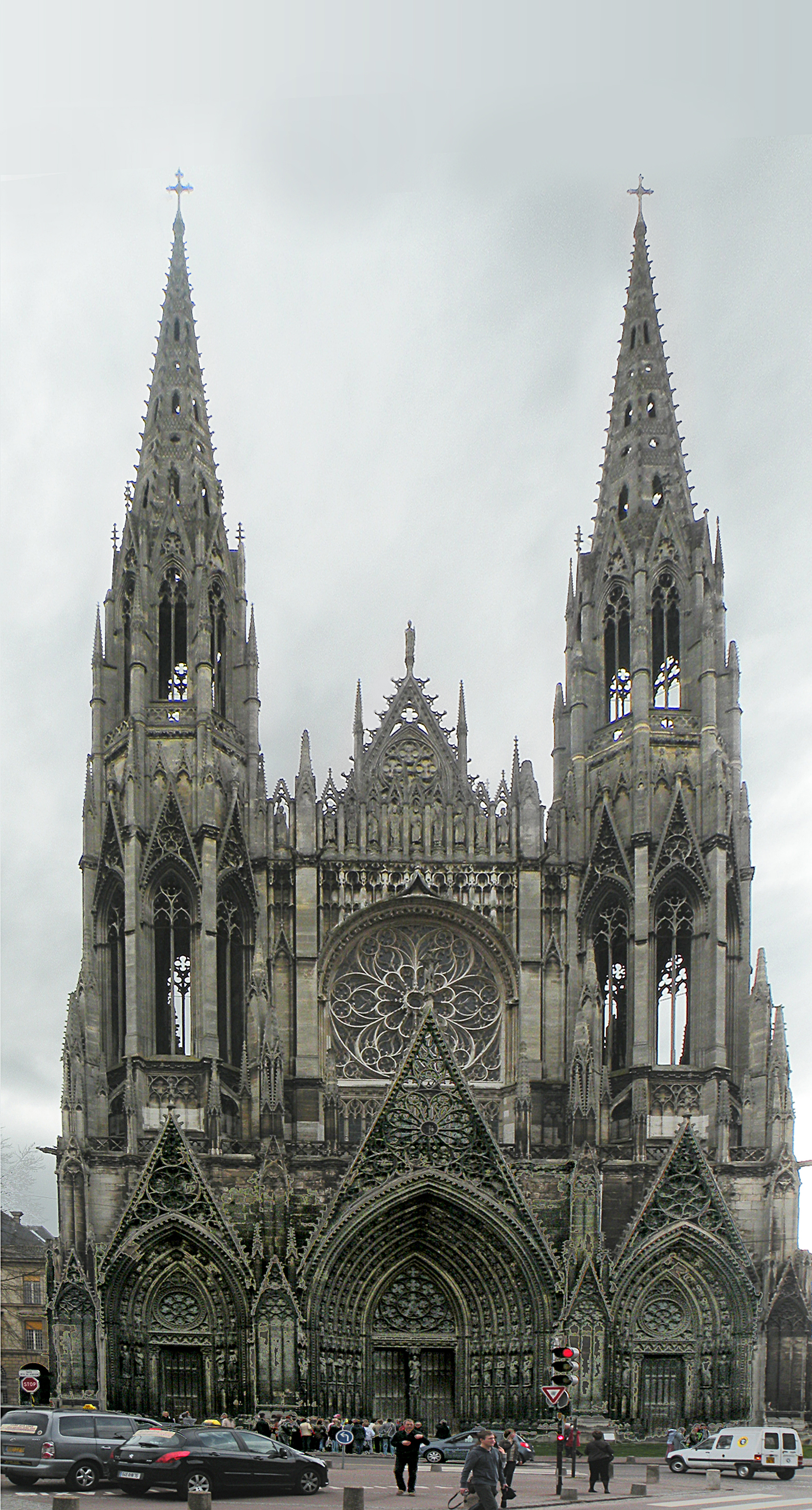
Fachada occidental de la iglesia abacial de Saint-Ouen, de Henri Grégoire (1845-1852)

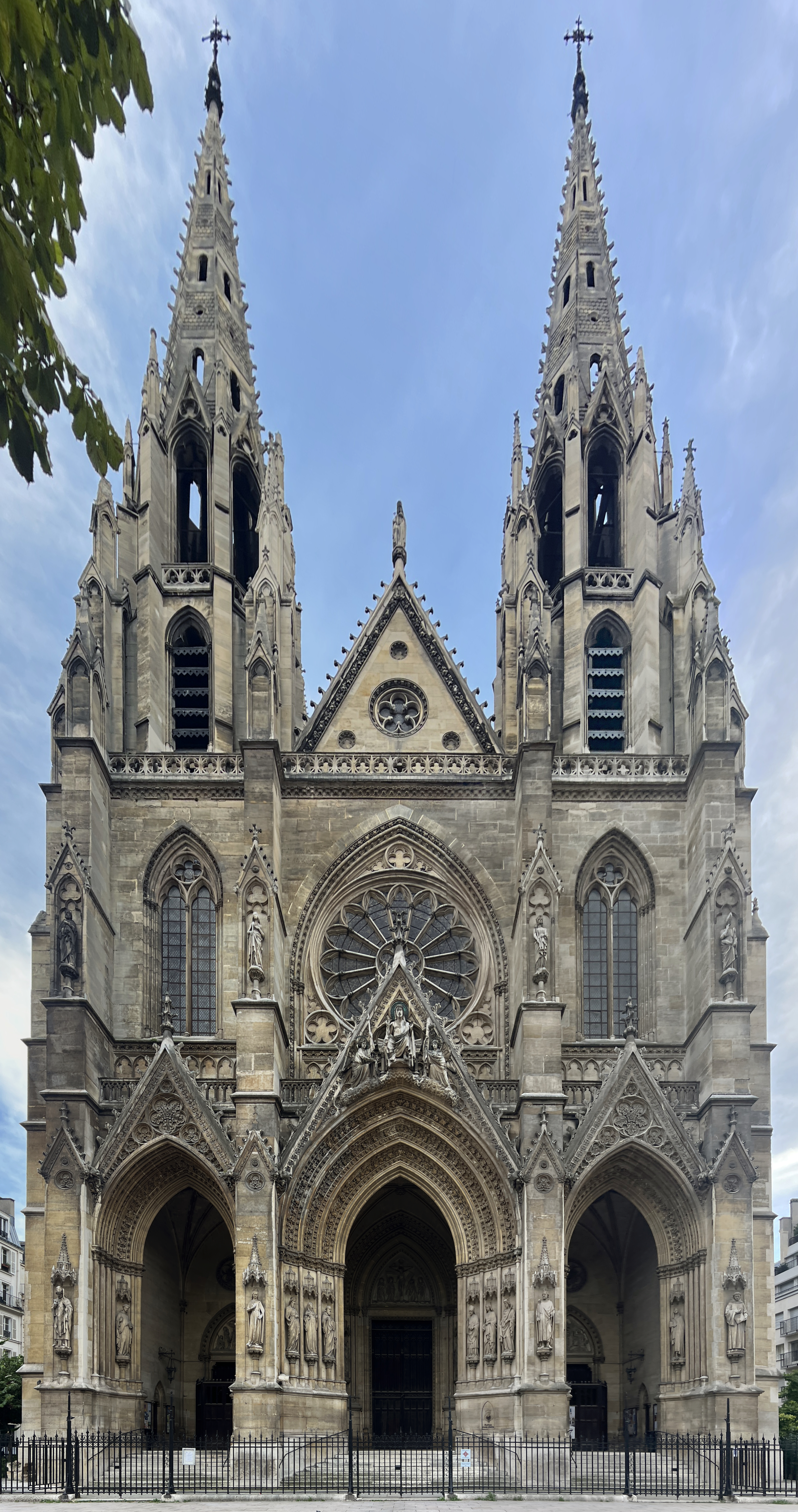
Basílica de Santa Clotilde de París, de Christian Gau y Théodore Ballu (1846-1857)

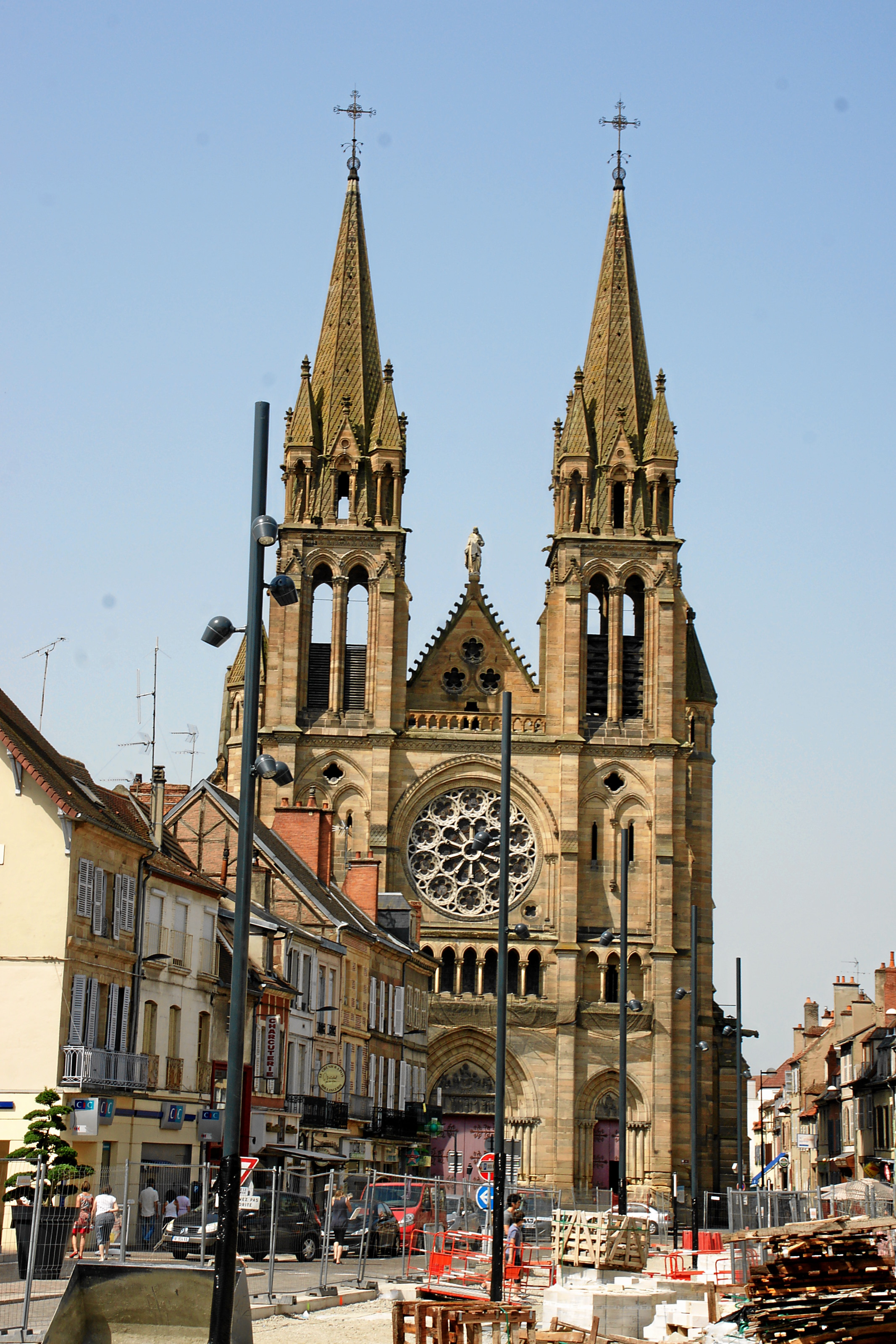
Sacré-Cœur de Moulins (1844-81)
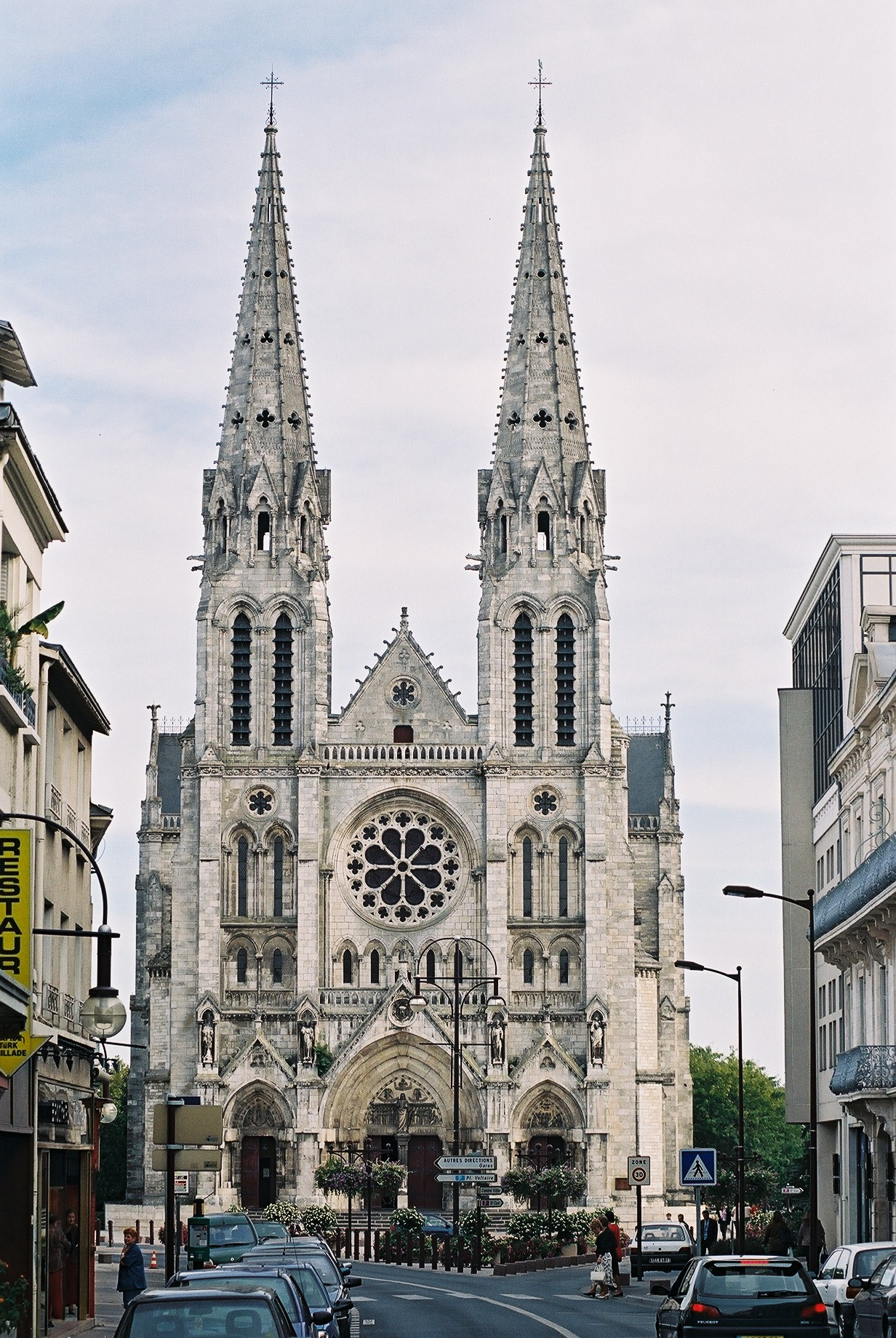
Saint-André de Châteauroux (1845-76)
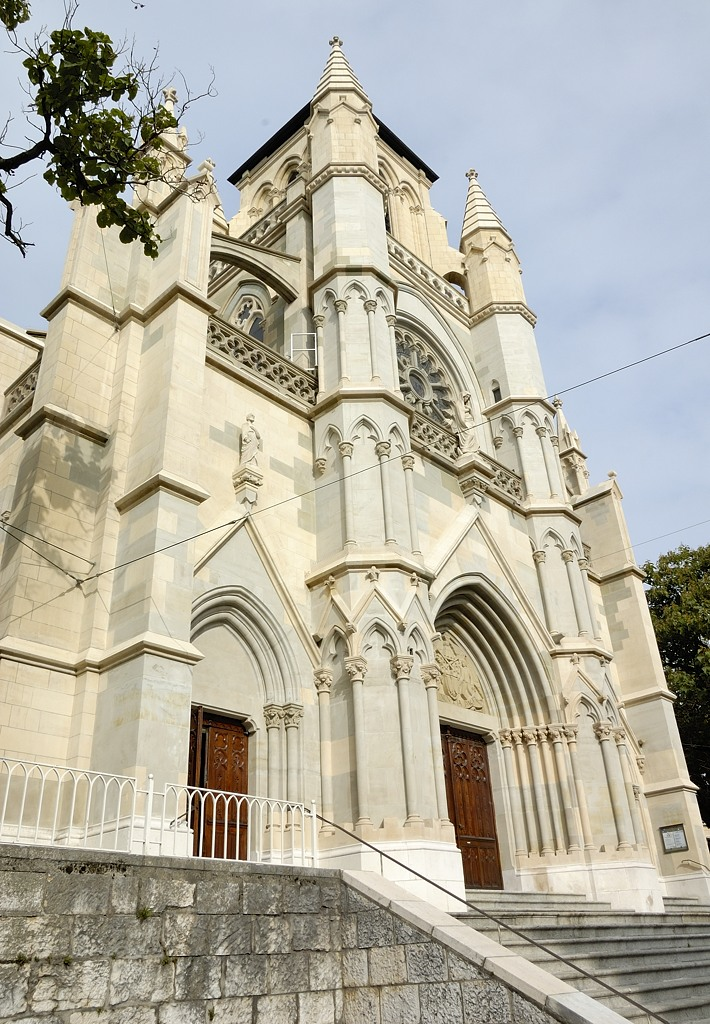
Nuestra Señora de Ginebra (1852-57)
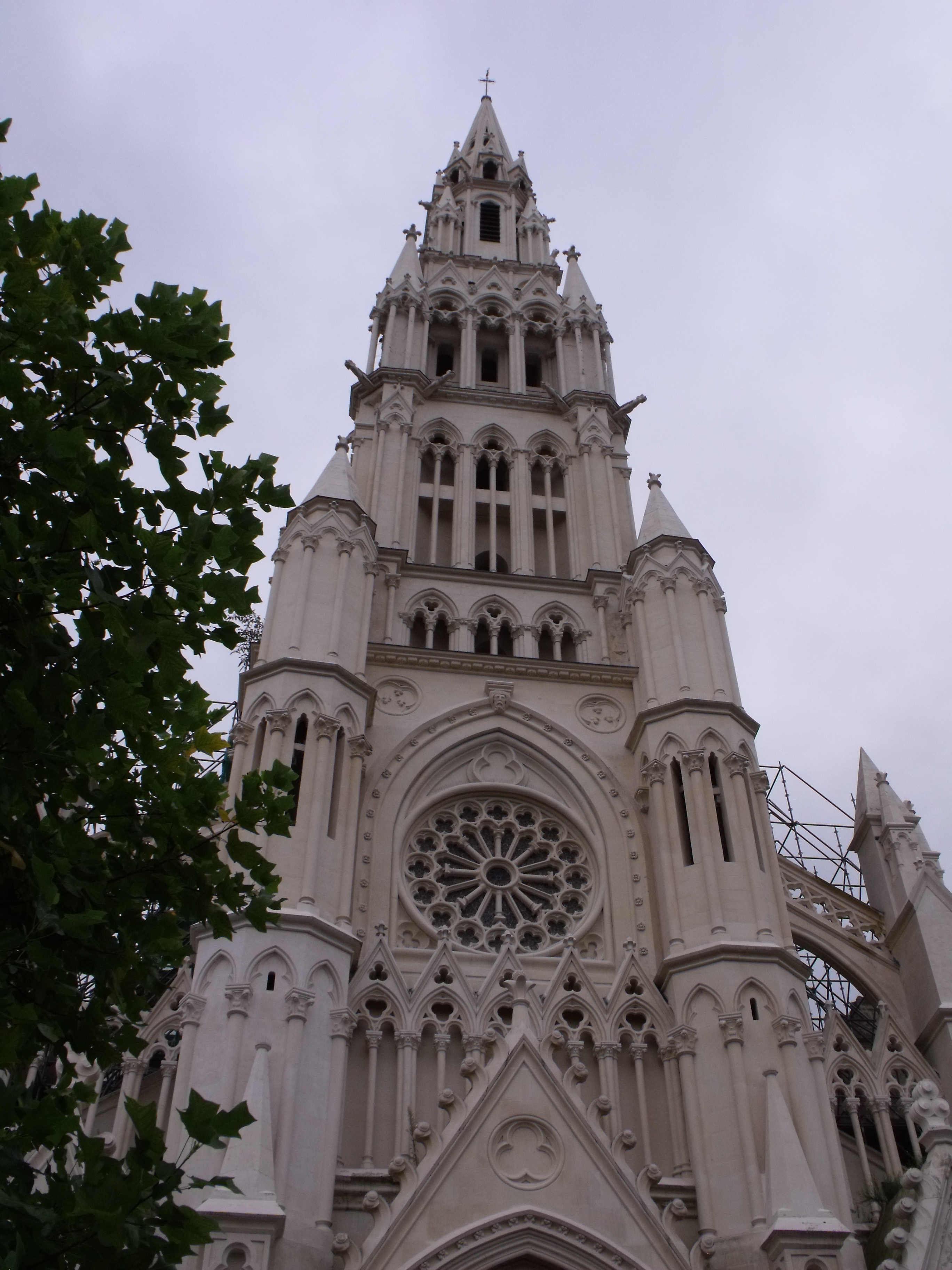
Notre-Dame de Valenciennes (1852-64)
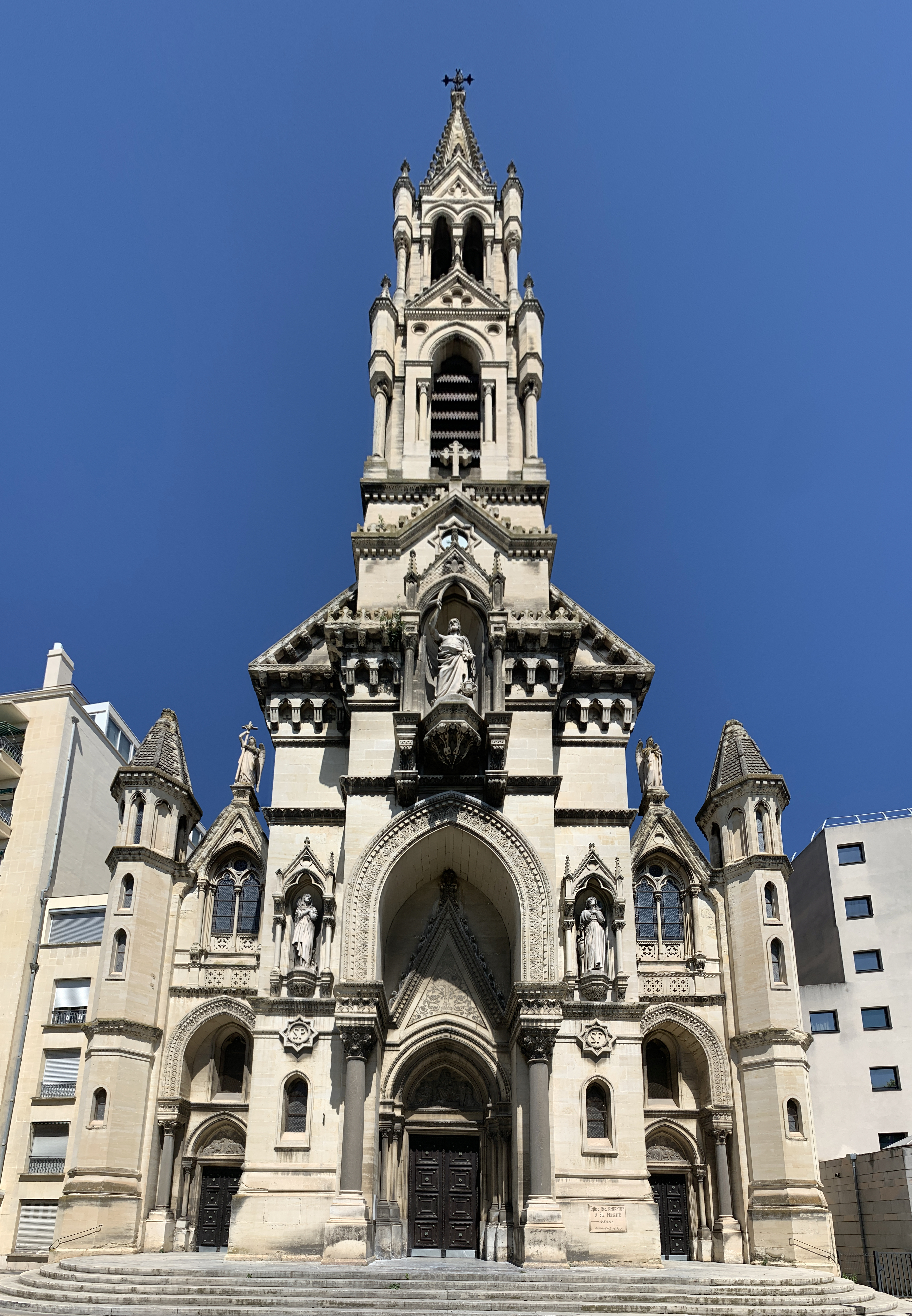
Sainte-Perpétue de Nîmes (1852-65)
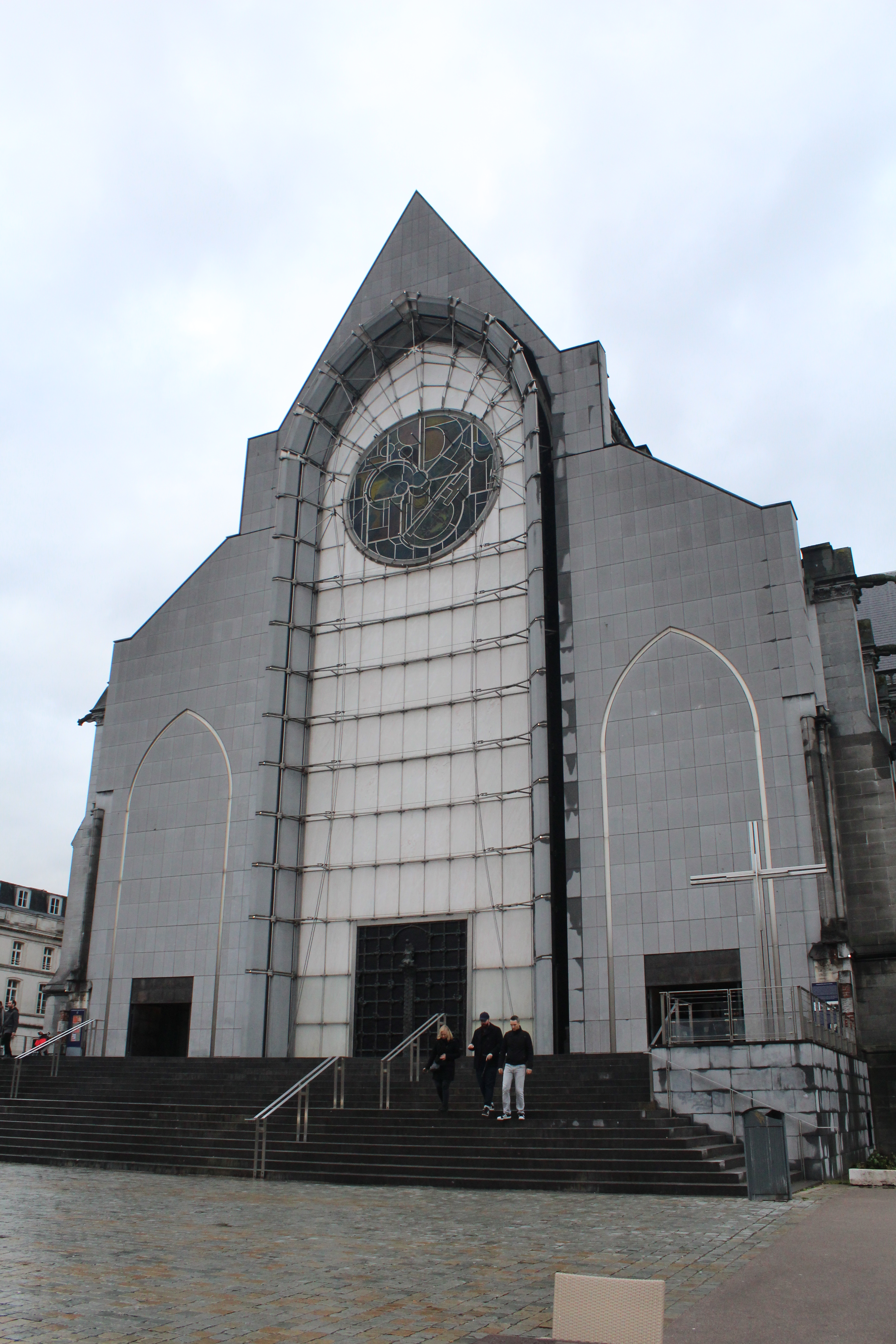
Catedral de Lille (1854-73)
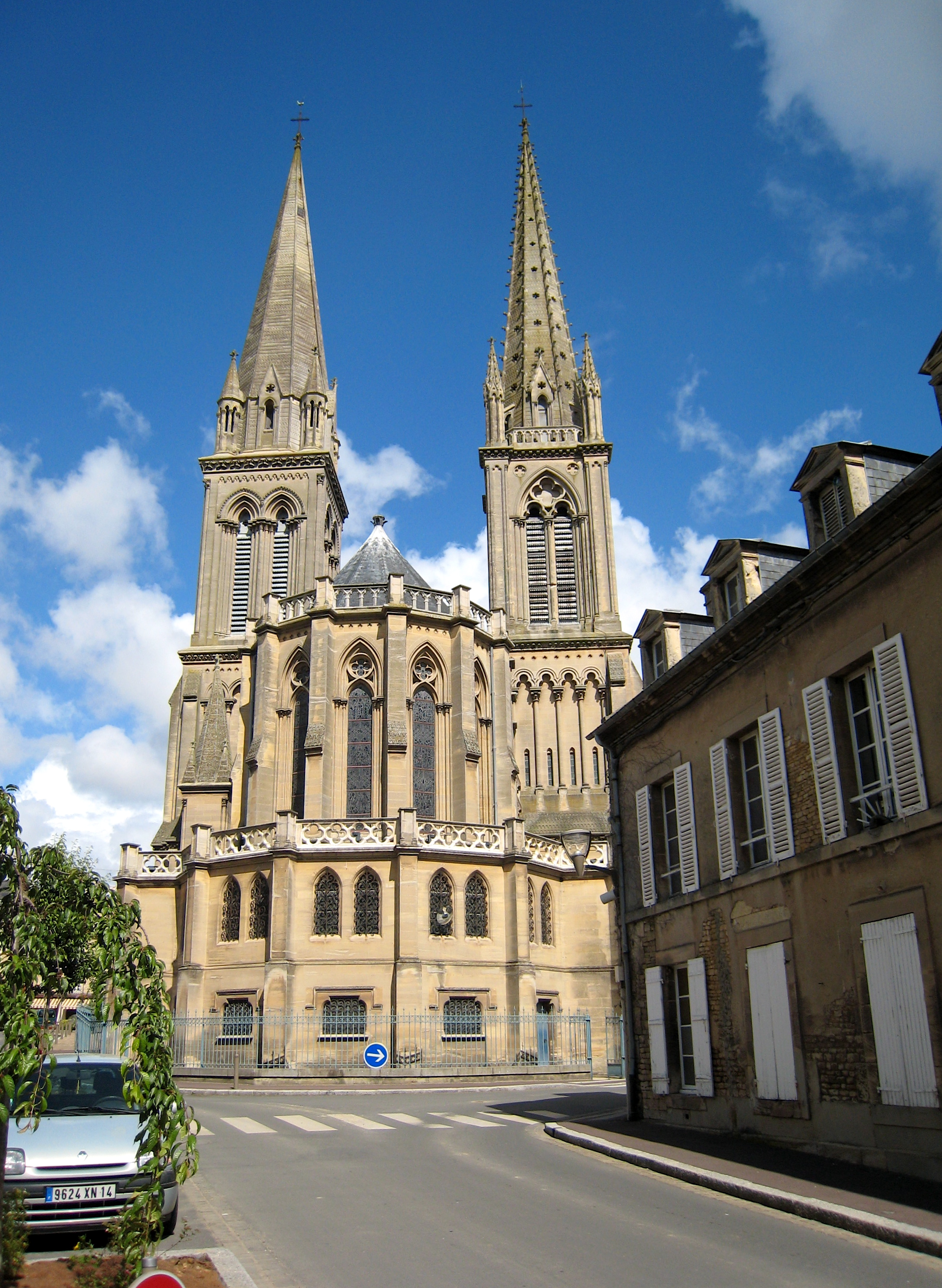
Notre-Dame de la Délivrande (1854-78)
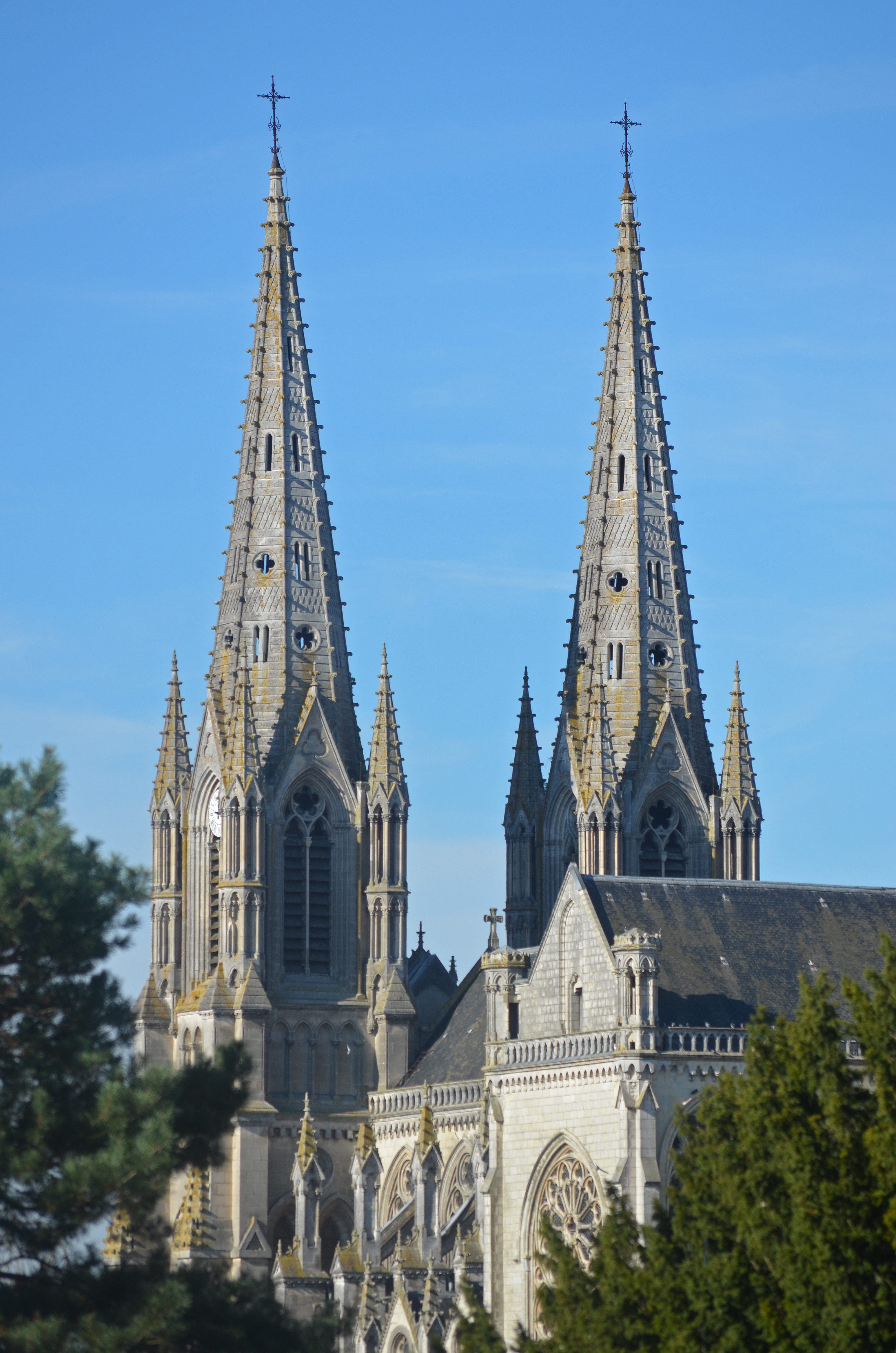
Notre-Dame de Cholet (1854-87)
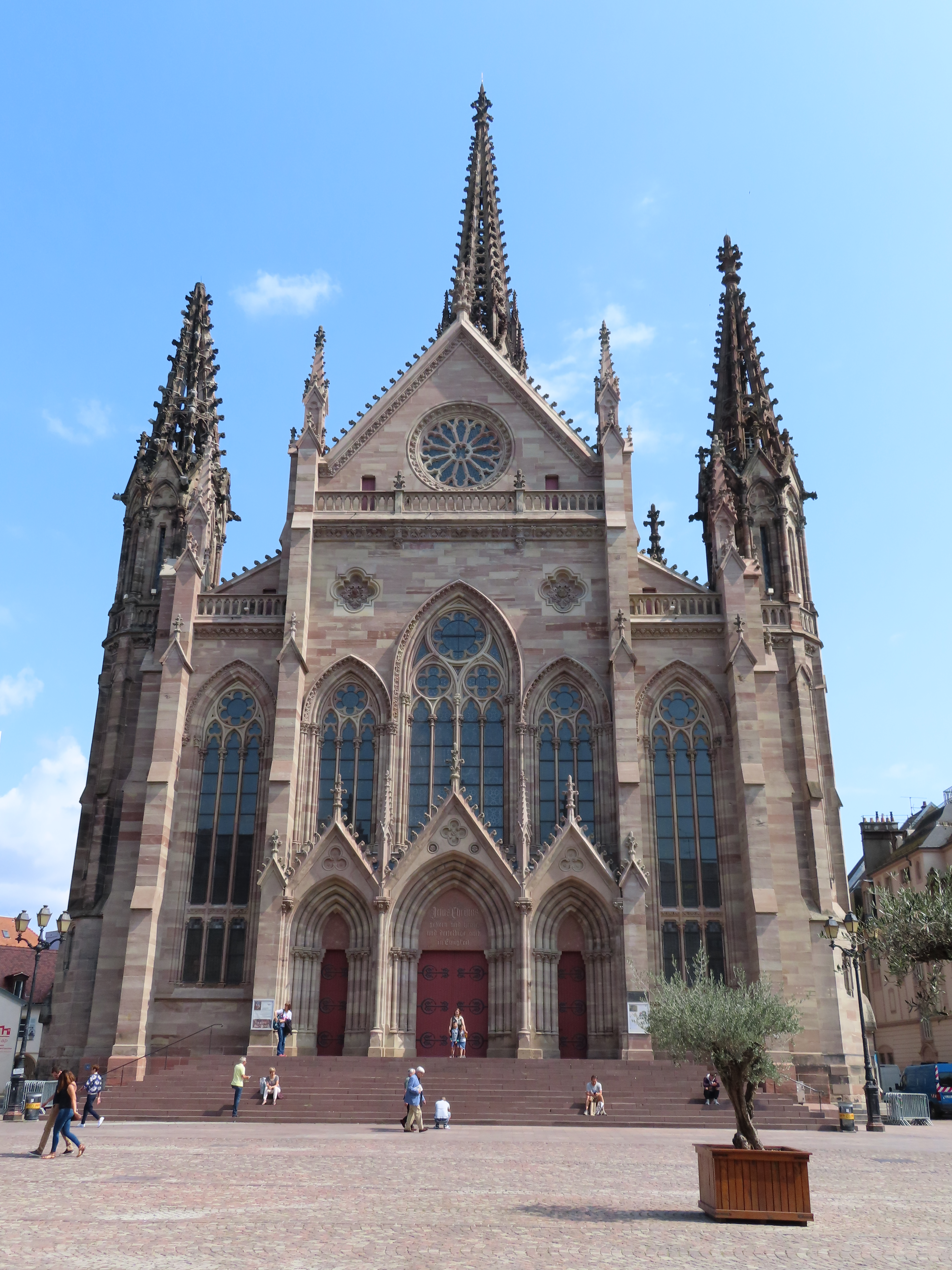
San Esteban de Mulhouse (1855-1860)
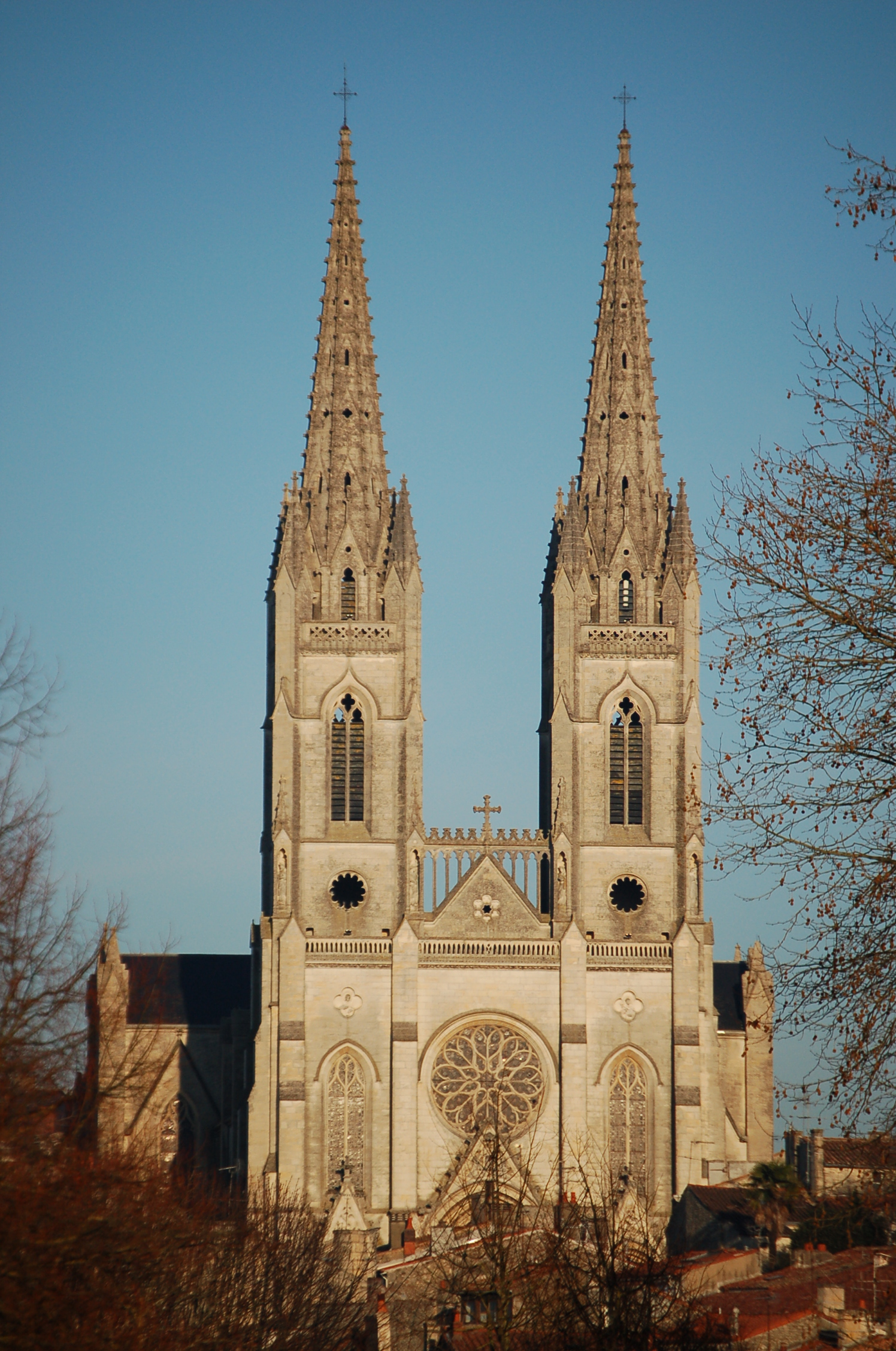
Saint-André de Niort (1855-63)
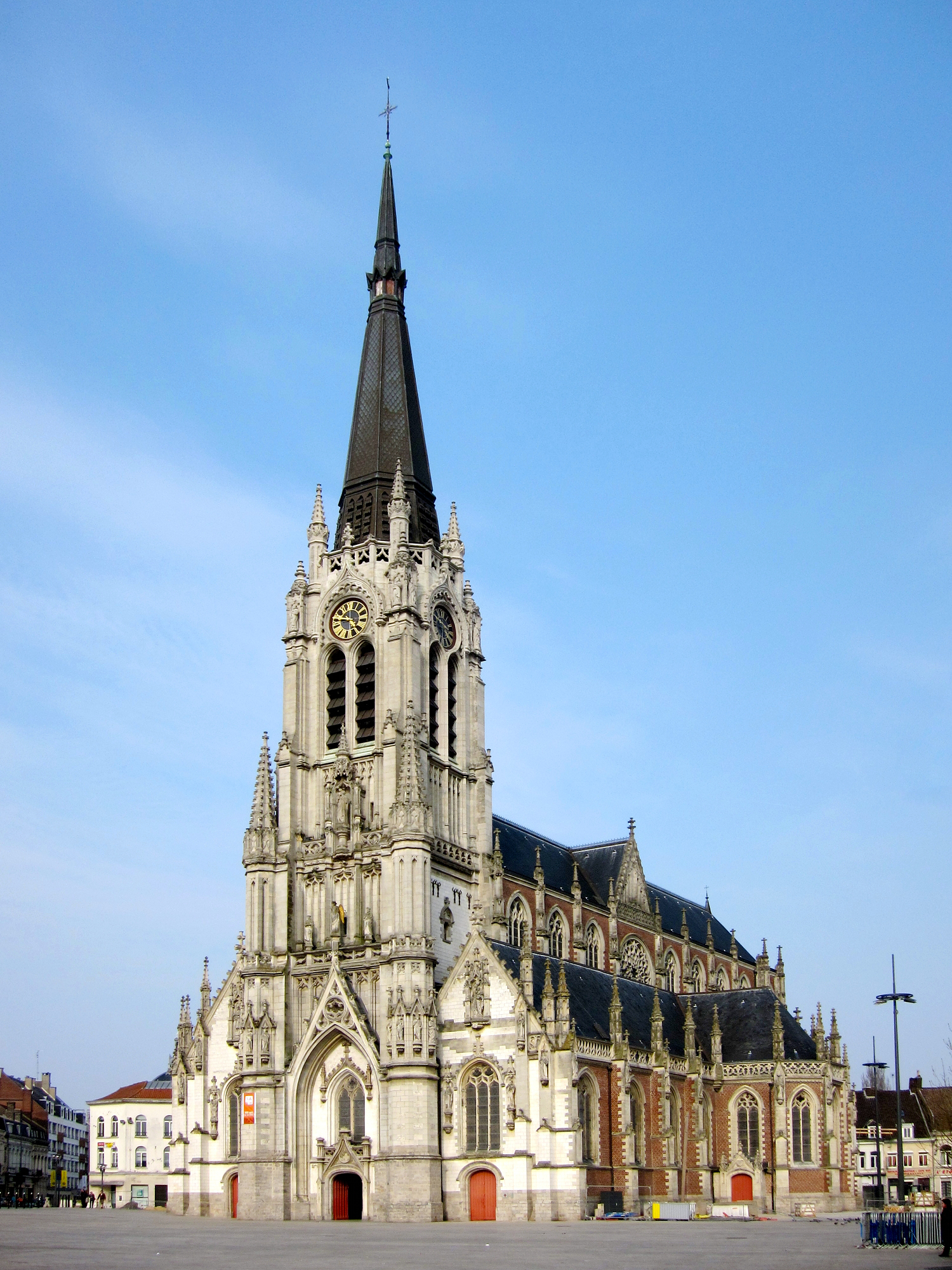
Saint-Christophe de Tourcoing (1857-1865)
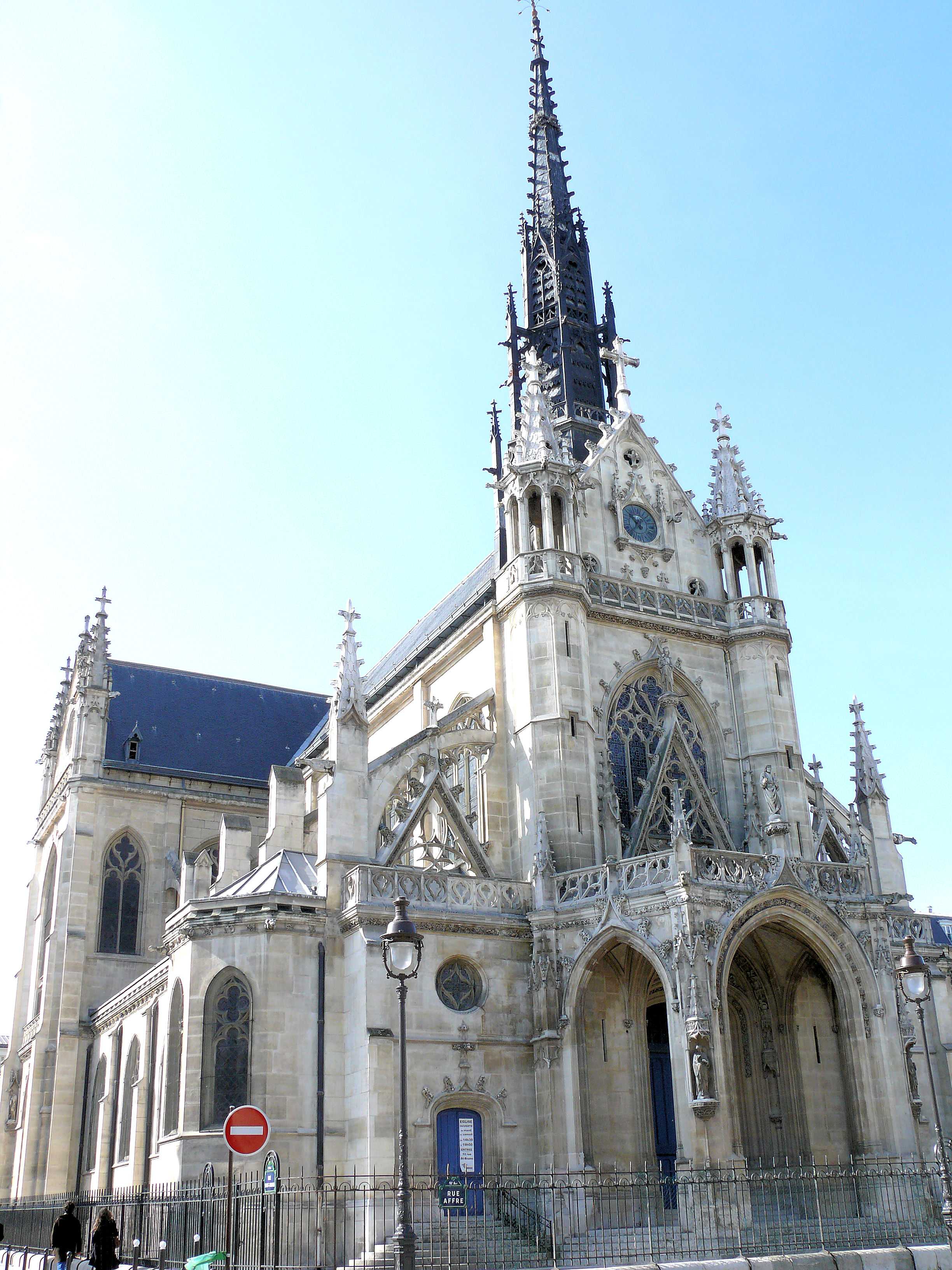
Saint-Bernard de la Chapelle París (1858-1861)
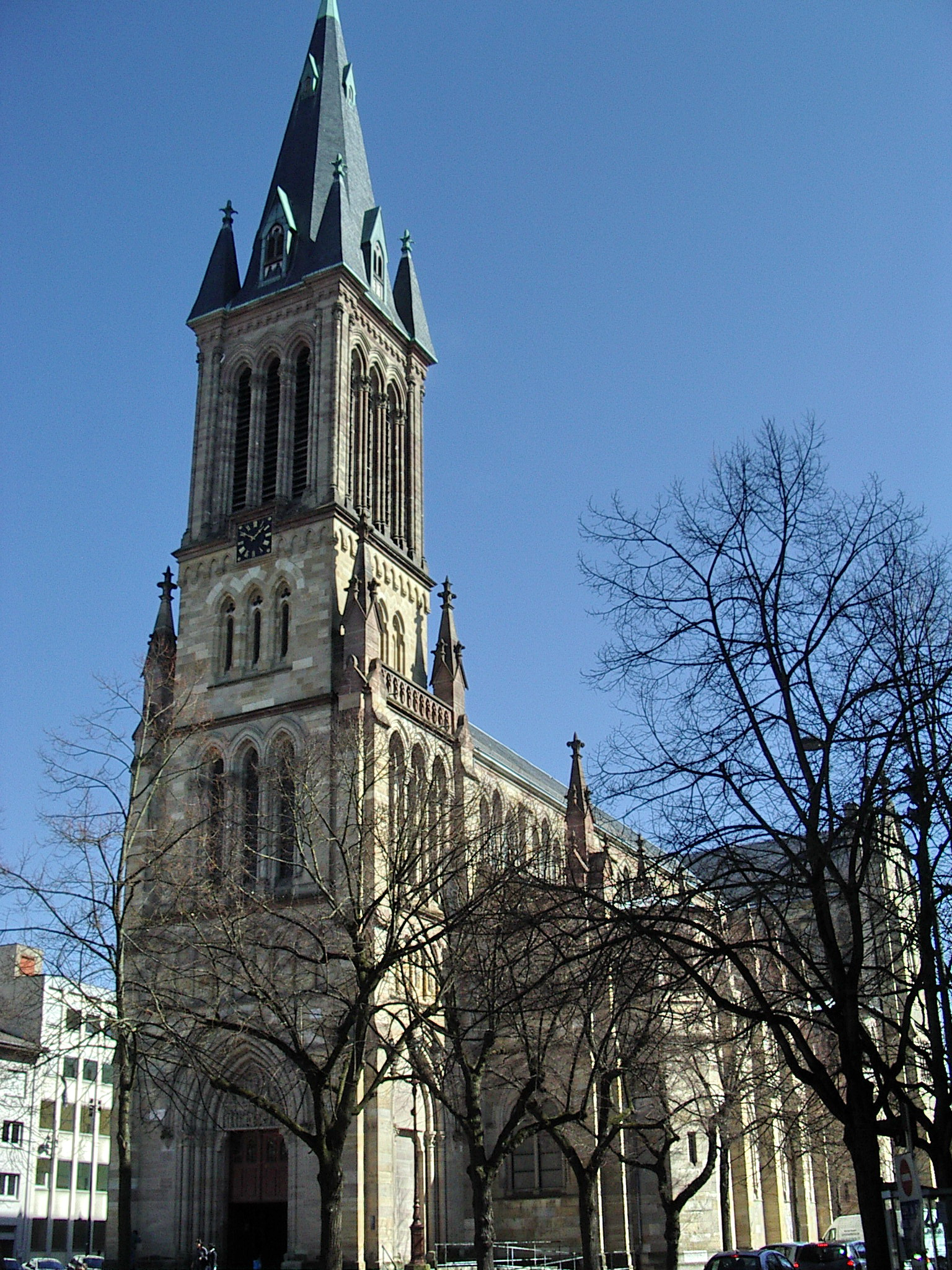
Iglesia de San Esteban de Mulhouse (1859-1866)
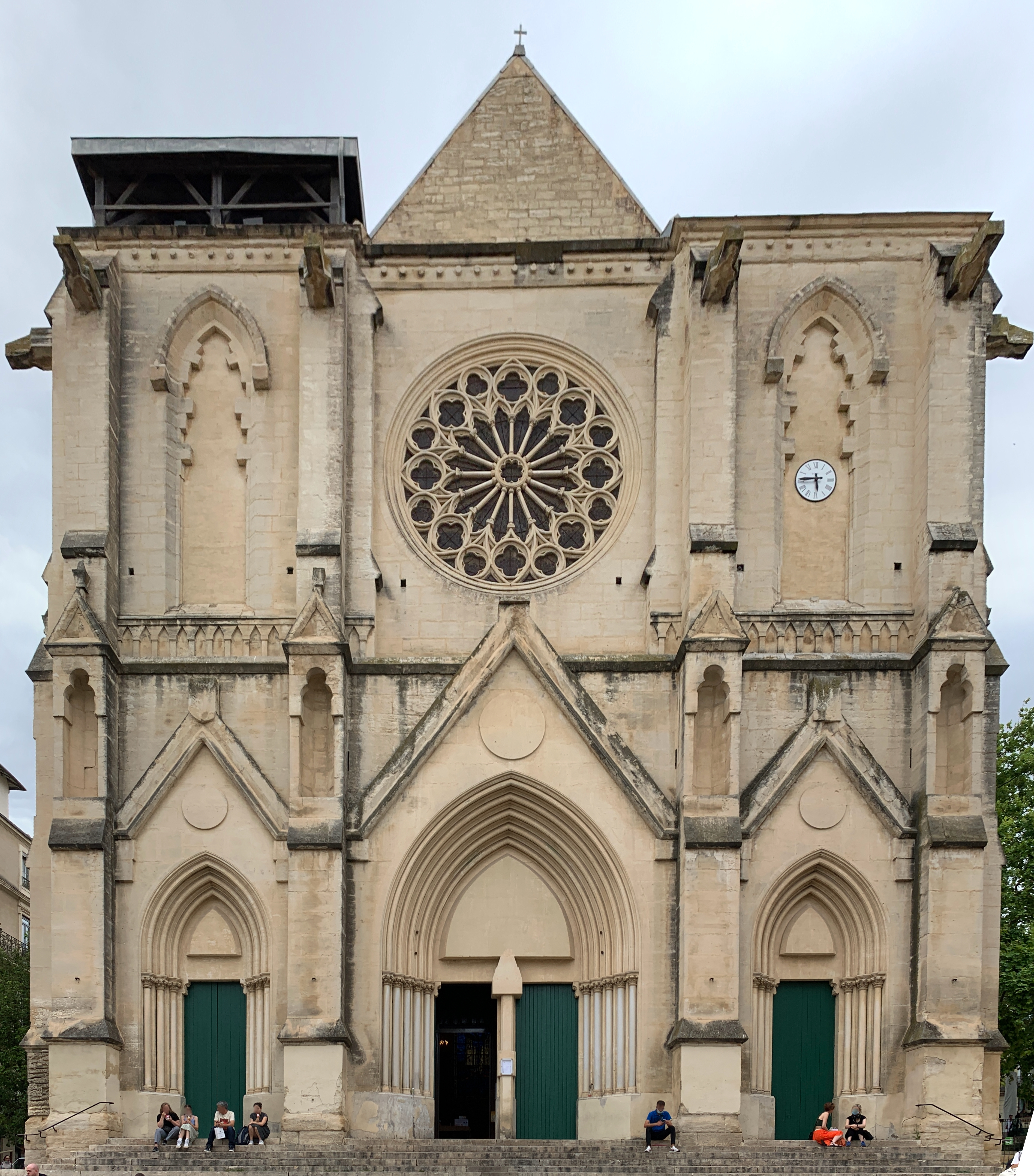
Saint-Roch de Montpellier (1860-1867)
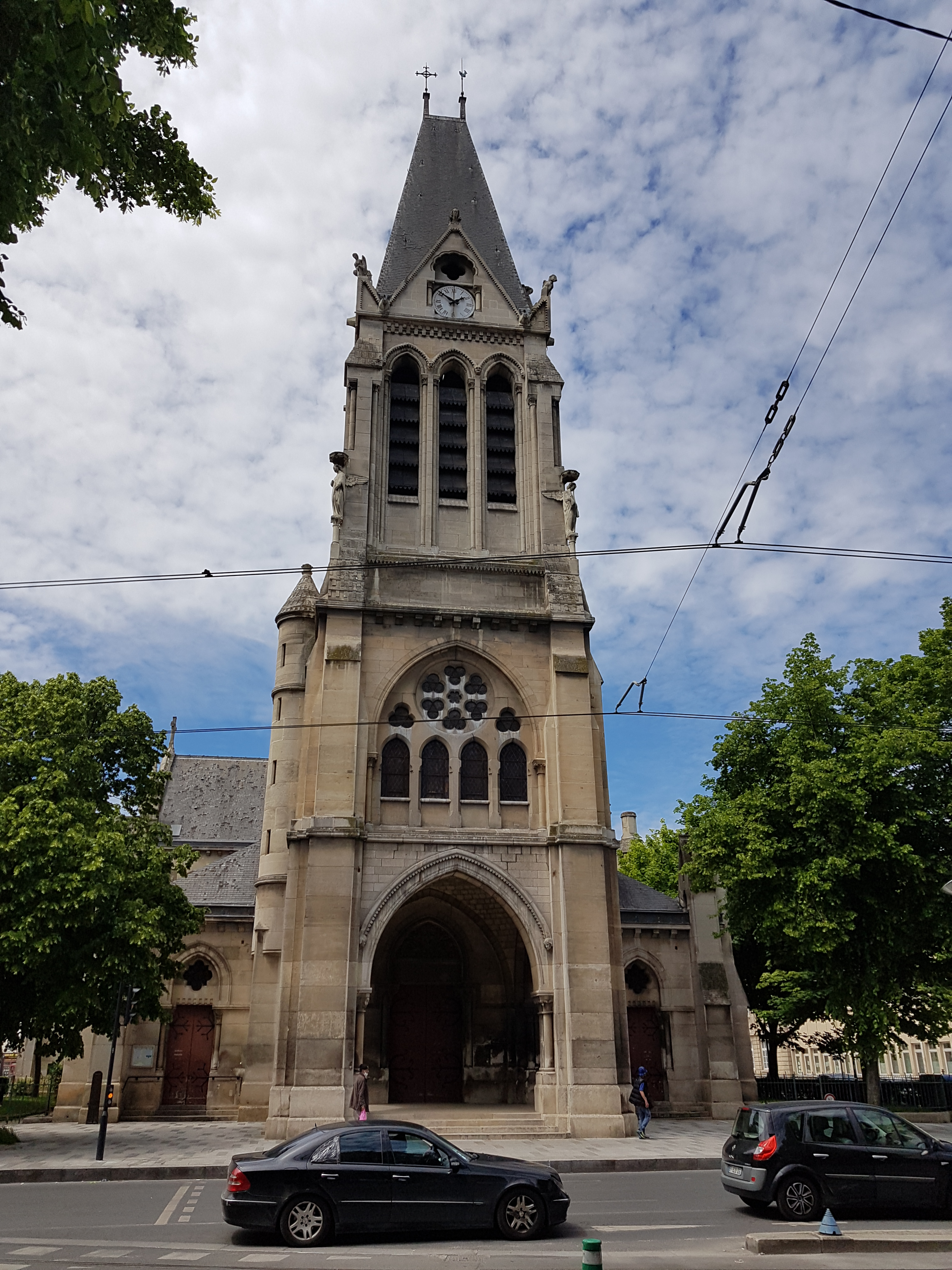
Saint-Denis-de-l'Estrée (1864-1867)
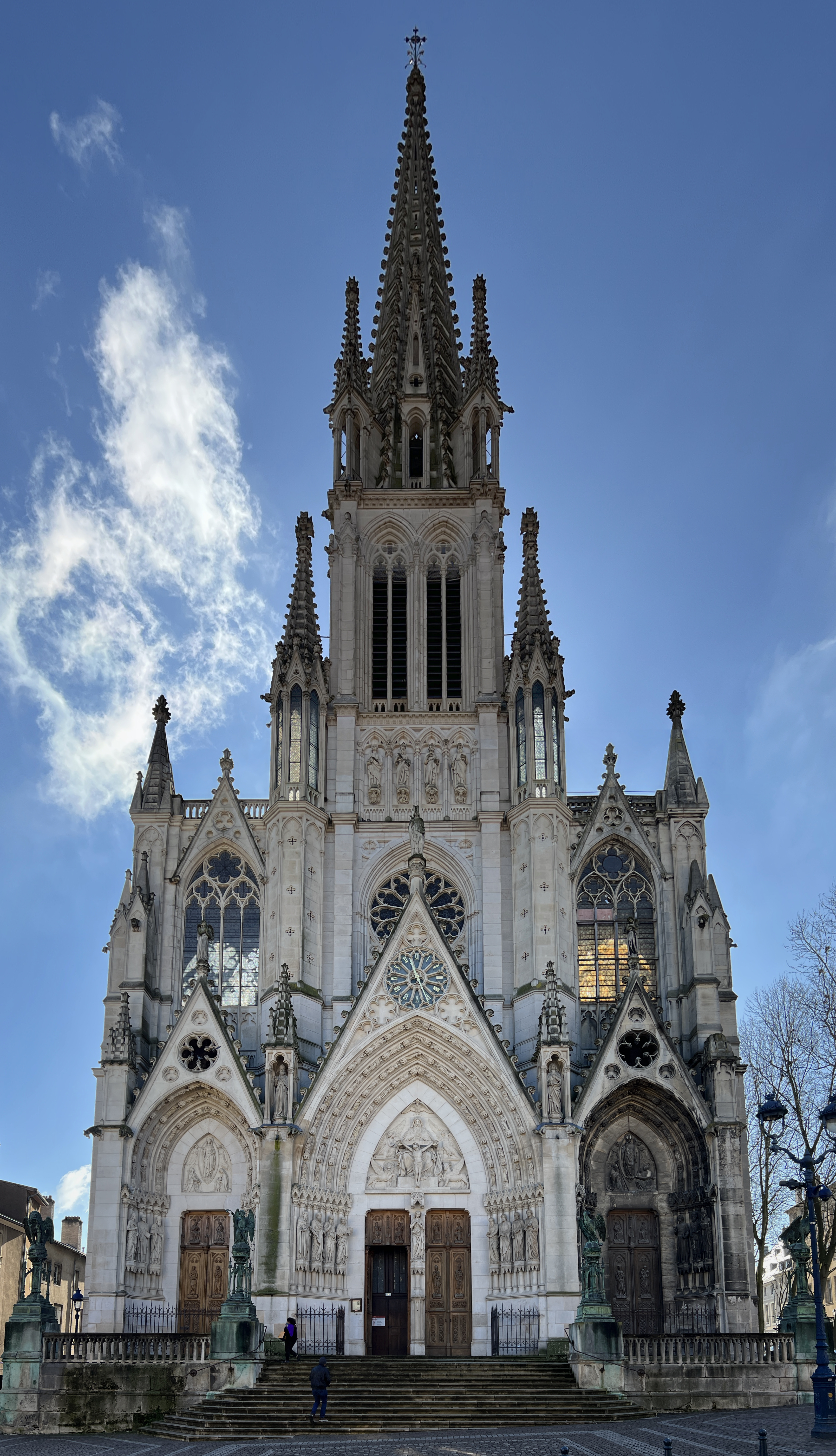
San Evre de Nancy (1864-74)
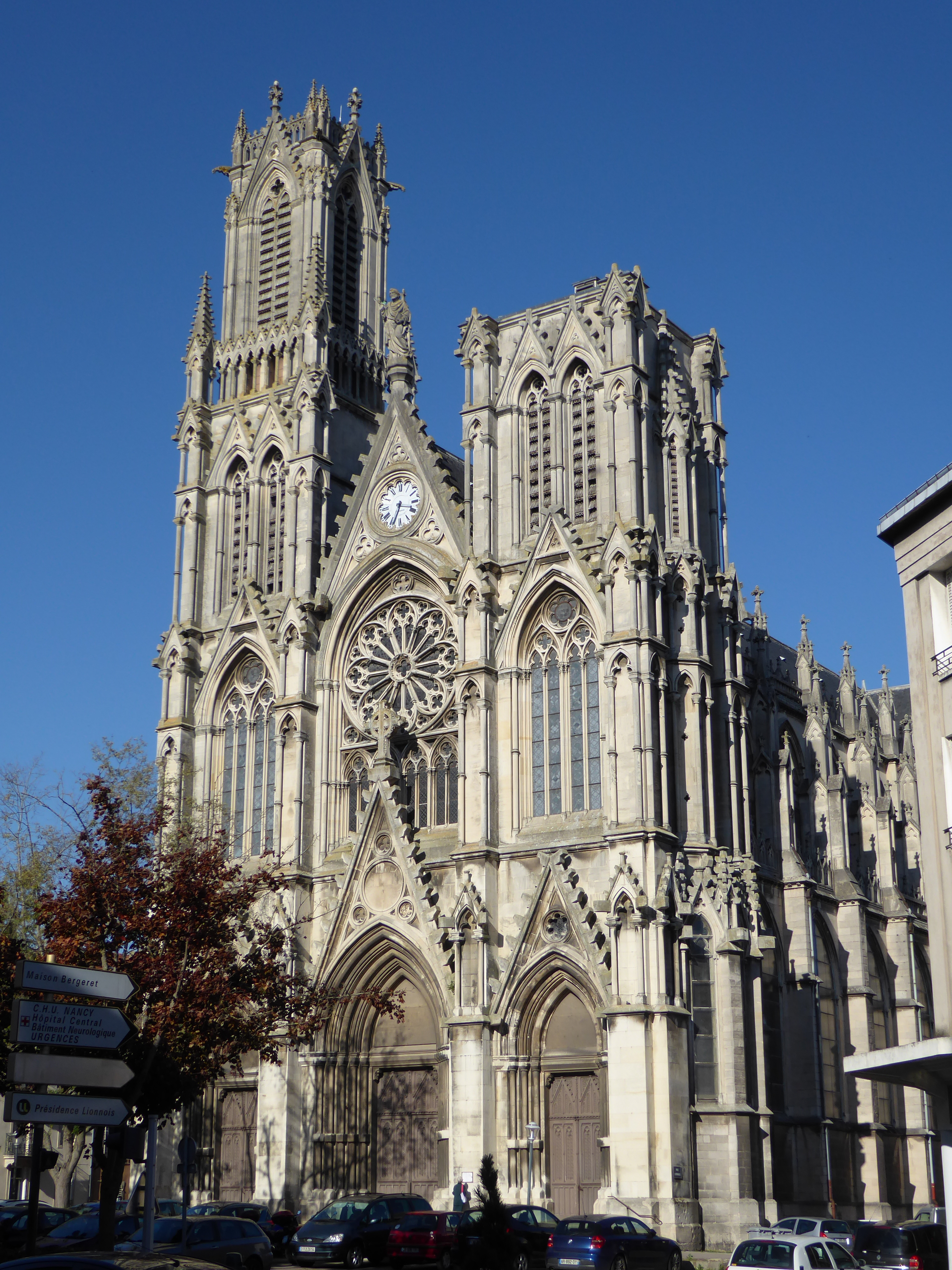
Saint-Pierre de Nancy (1865-1885)
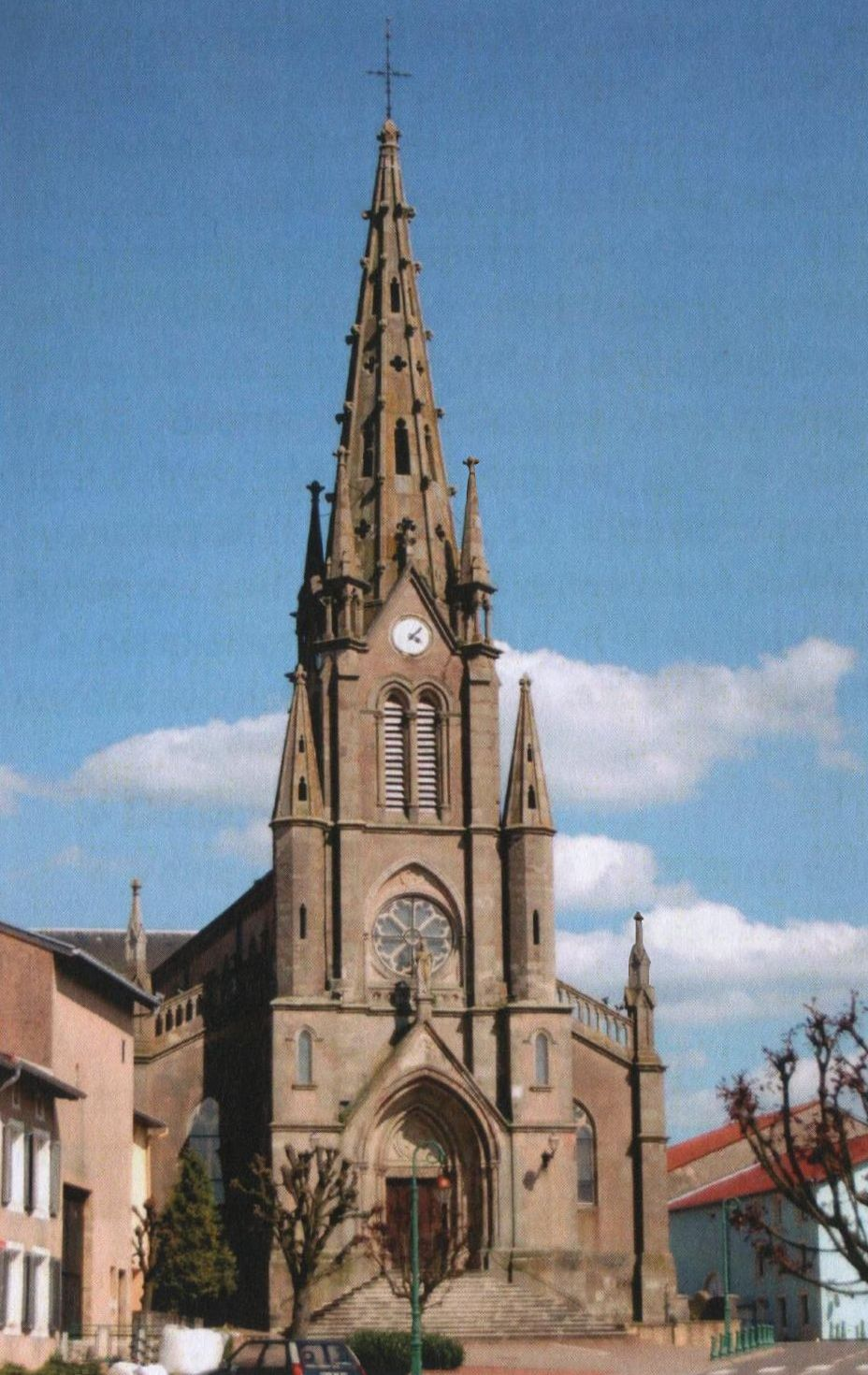
Saint-Martin de Coume (1868-78)
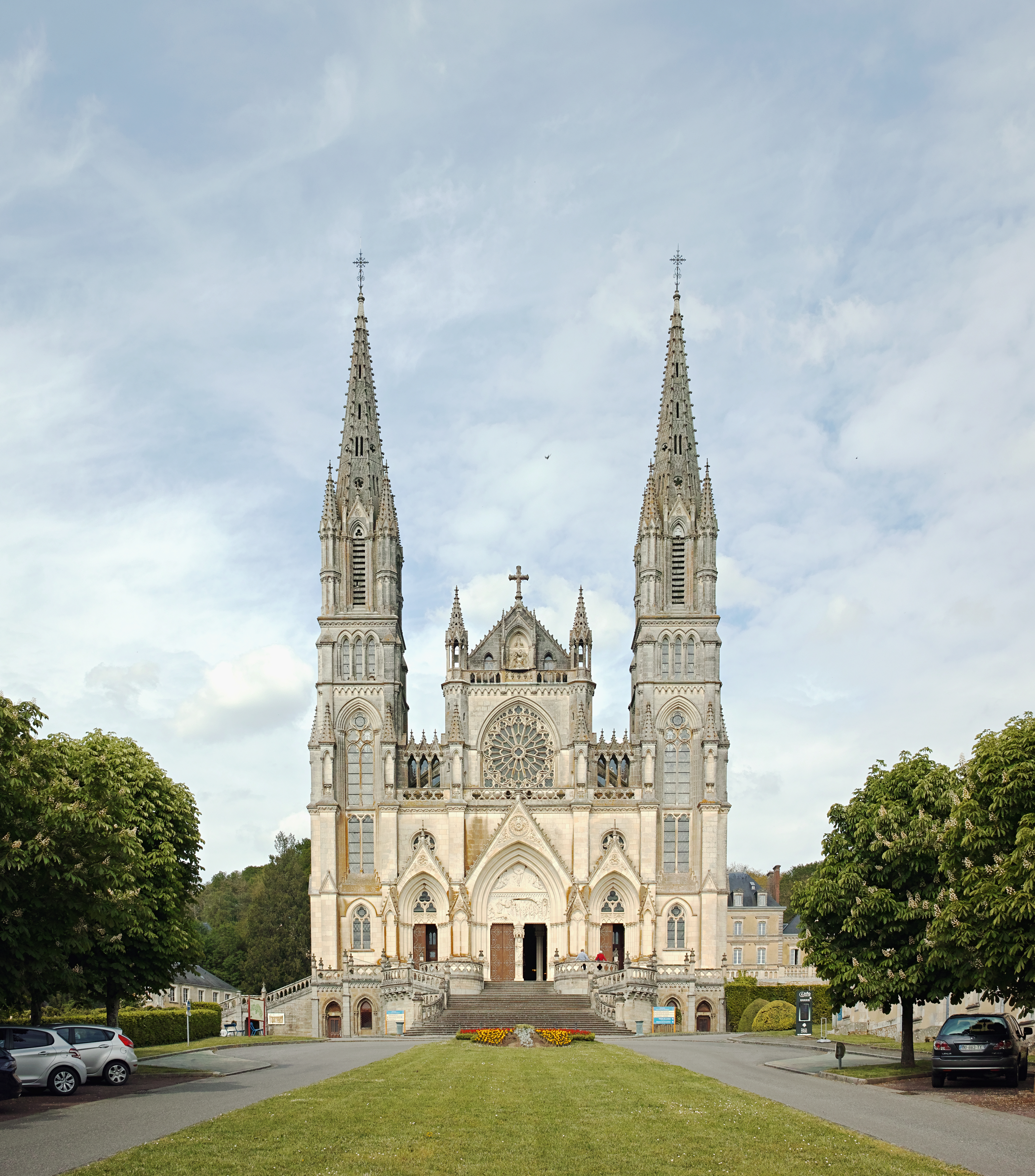
Notre-Dame de Montligeon (1896-1911)

En Francia, el estilo neogótico aparece bastante tarde debido a las guerras napoleónicas, que movilizaron todas las fuerzas de la nación francesa, y al gusto del emperador Napoleón I por el estilo Imperio neoclásico. La novela de Victor Hugo, Notre-Dame de Paris (1831) revivió el interés por las catedrales de Île-de-France. La Restauración de los Borbones permitió a los jóvenes arquitectos volver a conectar con el pasado artístico del medieval reino de Francia, en especial con el estilo gótico francés del  siglo XIII. El arquitecto Jean-Baptiste-Antoine Lassus fue uno de los precursores de esta renovación arquitectónica. Eugène Viollet-le-Duc (1814-1879) trabajó con Lassus en varios proyectos —en particular en Notre Dame y la Sainte Chapelle, ambas en la isla de la Cité de París— y le deberá muchos de sus puntos de vista.
Viollet-le-Duc era uno de los mejores arquitectos de su época: su talento residía en su perspicacia para hacer observaciones minuciosas de los edificios medievales dignas de los mejores trabajos arqueólogicos[cita requerida] (sus méritos finalmente reconocidos se celebraron durante una gran retrospectiva montada en 1979, con motivo del centenario de su muerte). Restauró completamente ciertas construcciones, a menudo pasando por alto su estado original de deterioro, con intervenciones radicales, reconstruyendo con gran imaginación e incluso añadiendo partes completamente nuevas (este punto fue desde siempre atacado: se le reprocha inventar la planta de ciertas partes faltantes, y por lo tanto de distorsionarlas o "desnaturalizarlas", ajeno a los nuevos conceptos de restauración: intervención mínima y respeto a la obra original). Esa teoría la aplicó en sus restauraciones de la ciudad amurallada de Carcasona, así como en Notre Dame y la Sainte Chapelle parisinas, en el castillo de Roquetaillade, y de manera aún más característica a través de los ejemplos «pedagógicos» del castillo de Pierrefonds y del castillo de Pupetières. Difería de su homólogo inglés John Ruskin en que a menudo reemplazaba el trabajo de los canteros medievales. Su aproximación racional al gótico realmente contrastaba completamente con los orígenes románticos de la renovación, y es considerada por algunos como un preludio a la honestidad estructural exigida por el movimiento Moderno.
A lo largo de su carrera, fue presa de la cuestión de si el hierro y la mampostería debían de combinarse en una construcción. Sabía del uso de tirantes y grapas de hierro en la construcción de las catedrales originales ya que había verificado su presencia, pero igualmente sabía los problemas que eso podría causar, con el tiempo, por la evolución de las estructuras. El hierro había sido utilizado, de hecho, en las construcciones góticas desde los primeros días. Fue sólo con Ruskin y con la exigencia en el gótico arquitectónico de la «verdad estructural», que el hierro, ya fuese visible o no, fue considerado inapropiado para un edificio gótico. Ese argumento comenzó a derrumbarse a mitad del siglo XIX cuando se construyeron en Inglaterra grandes estructuras prefabricadas, como The Crystal Palace, en vidrio y hierro, o el atrio del Museo de la Universidad de Oxford, que parecían encarnar los principios del gótico a través del hierro. Entre 1863 y 1872, Viollet-le-Duc publicó sus Entretiens sur l’architecture, un conjunto de plantas audaces y vanguardistas que combinaban el hierro y mampostería. Aunque estos proyectos nunca se realizaron, influyeron en varias generaciones de diseñadores y arquitectos, entre ellos Antoni Gaudí, o los arquitectos Destailleur, a los que se debe, entre otros, el castillo de Trévarez.
Inspirándose en los trabajos de investigación de Lassus y Viollet-le-Duc, muchos arquitectos para proyectar nuevos edificios, especialmente religiosos, imitaron el estilo medieval. En 1840, basílica de Nuestra Señora de Bonsecours, cerca de Rouen, inauguró la era de las iglesias neogóticas, seguida de cerca en Nantes por la iglesia de San Nicolás (1844-1869). Siguieron, entre otras, el Sagrado Corazón de Moulins, en Allier (1844-1881), la iglesia de San Vicente de Paúl (o de los Reformados, en Canebière) en Marsella (1855-1886), la iglesia de San Pablo de Estrasburgo (1892-1897), etc. En París, un ejemplo famoso fue la iglesia de Sainte-Clotilde (1846-1857).
Algunas obras neogóticas fueron sólo parciales, especialmente para completar edificios medievales: se construyó un coro para la catedral de Saint-Pierre-et-Saint-Paul de Nantes (1840-1891); la fachada y las torres para la iglesia abacial de Saint-Ouen (1846-1851); la fachada para la catedral de Nuestra Señora de la Anunciación de Moulins, diseñada por los arquitectos Lassus y Millet (1852-1874); dos flechas para la catedral Saint-Corentin de Quimper (1854-1856);  un tramo y una nueva fachada flamígera para la iglesia de Saint-Laurent de Paris (1863-1867), obra de Simon-Claude Constant-Dufeux; y una fachada con sus altas flechas para la catedral Notre-Dame de Clermont-Ferrand (1866-1884).
Durante este período, también fueron construidas basílicas y catedrales en el extranjero por arquitectos franceses como en Luján y en Mercedes, en la Argentina, o en Cantón, en China.

Nuevas iglesias neogóticas
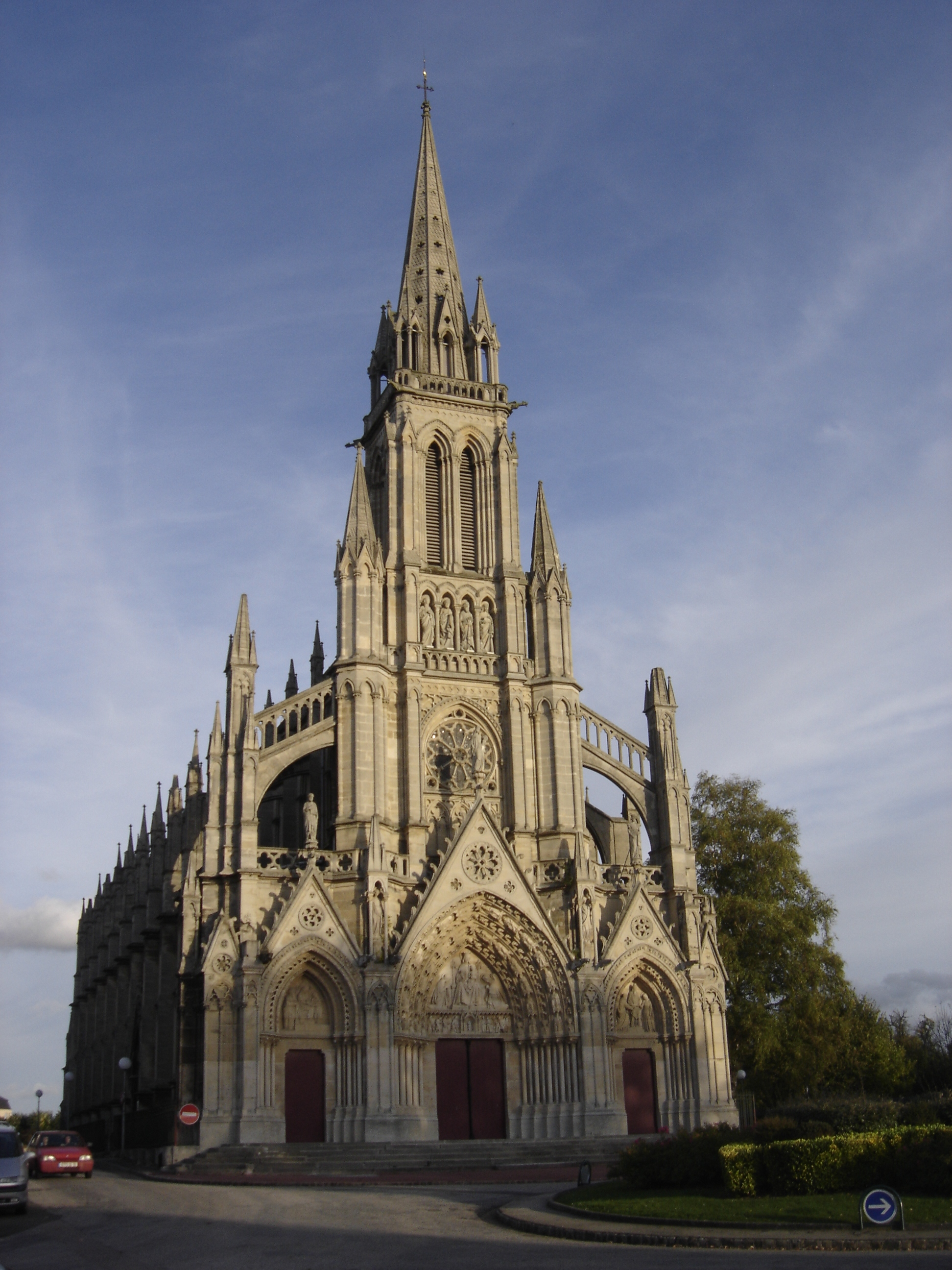
Basílica de Nuestra Señora de Bonsecours (1840-1844), de Jacques-Eugène Barthélémy
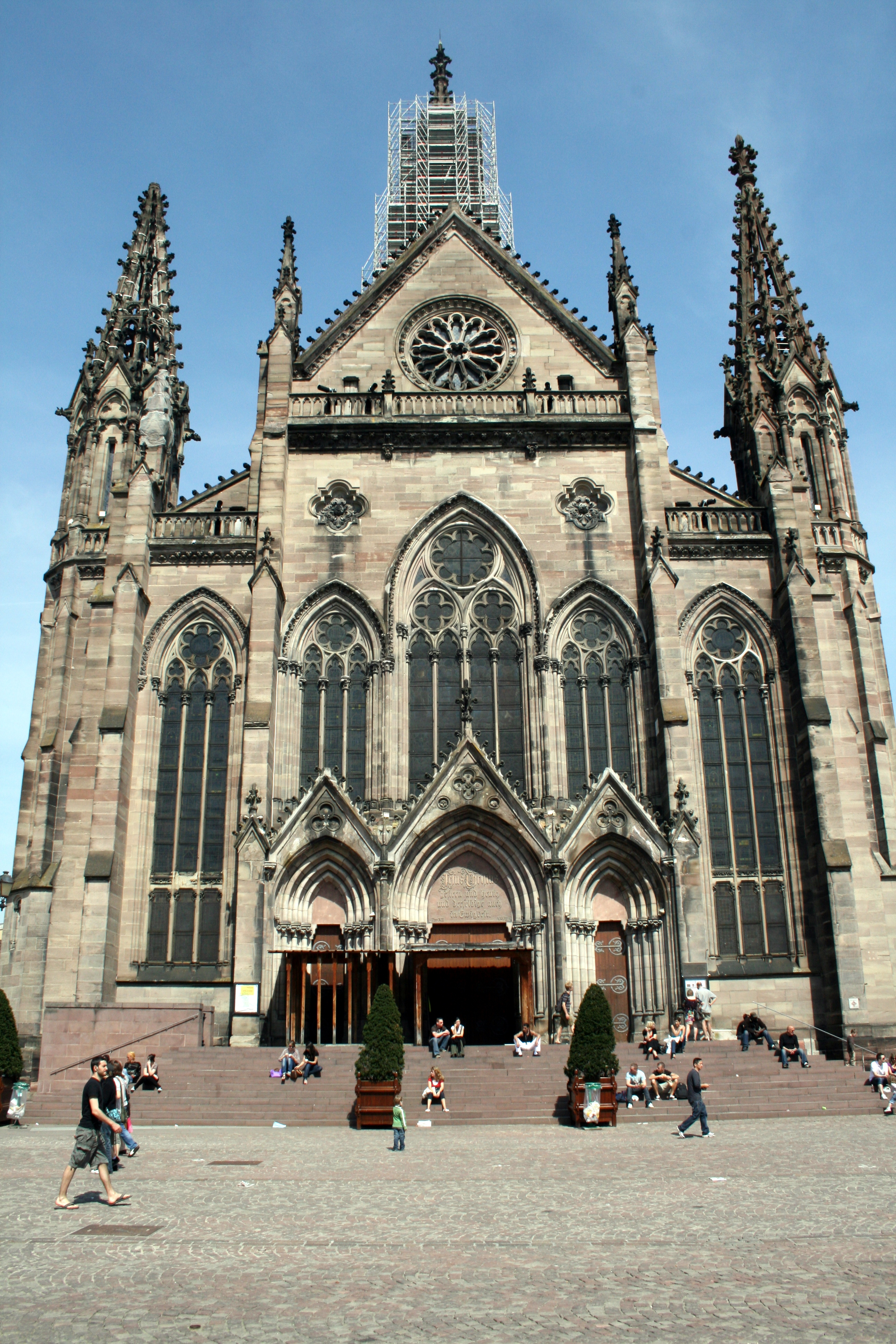
Templo de San Esteban de Mulhouse (1855-1860), de Jean-Baptiste Schacre
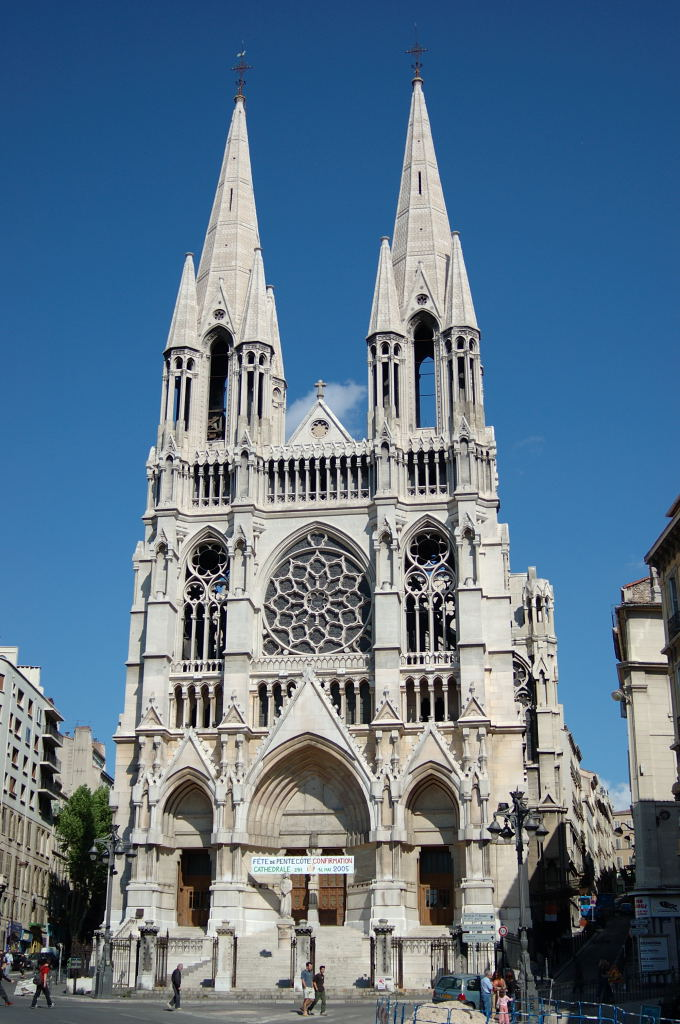
Iglesia de San Vicente de Paúl, Marsella (1855-1886), de François Reybaud
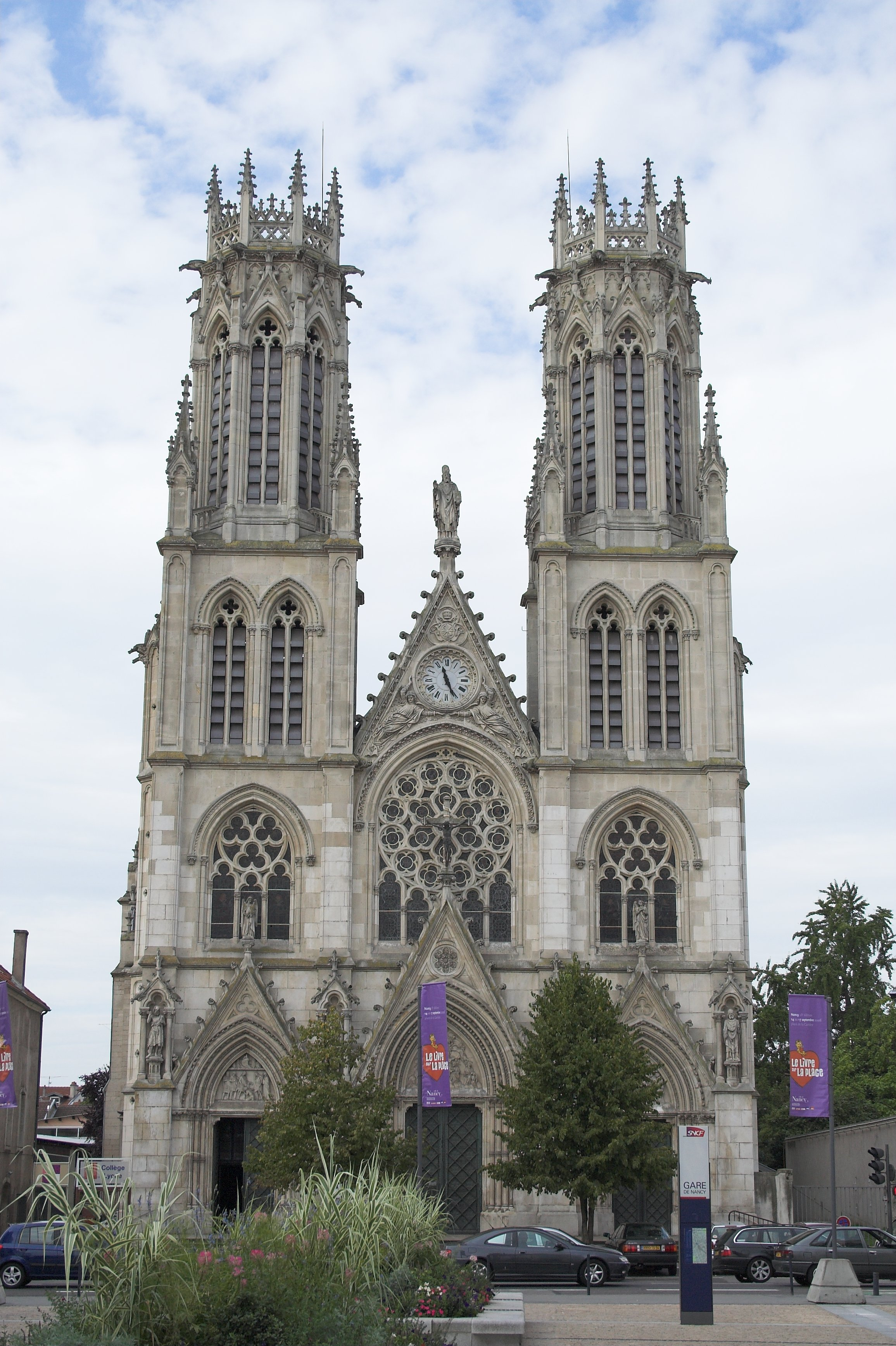
Iglesia de San León de Nancy (1860-1877), de Léon Vautrin
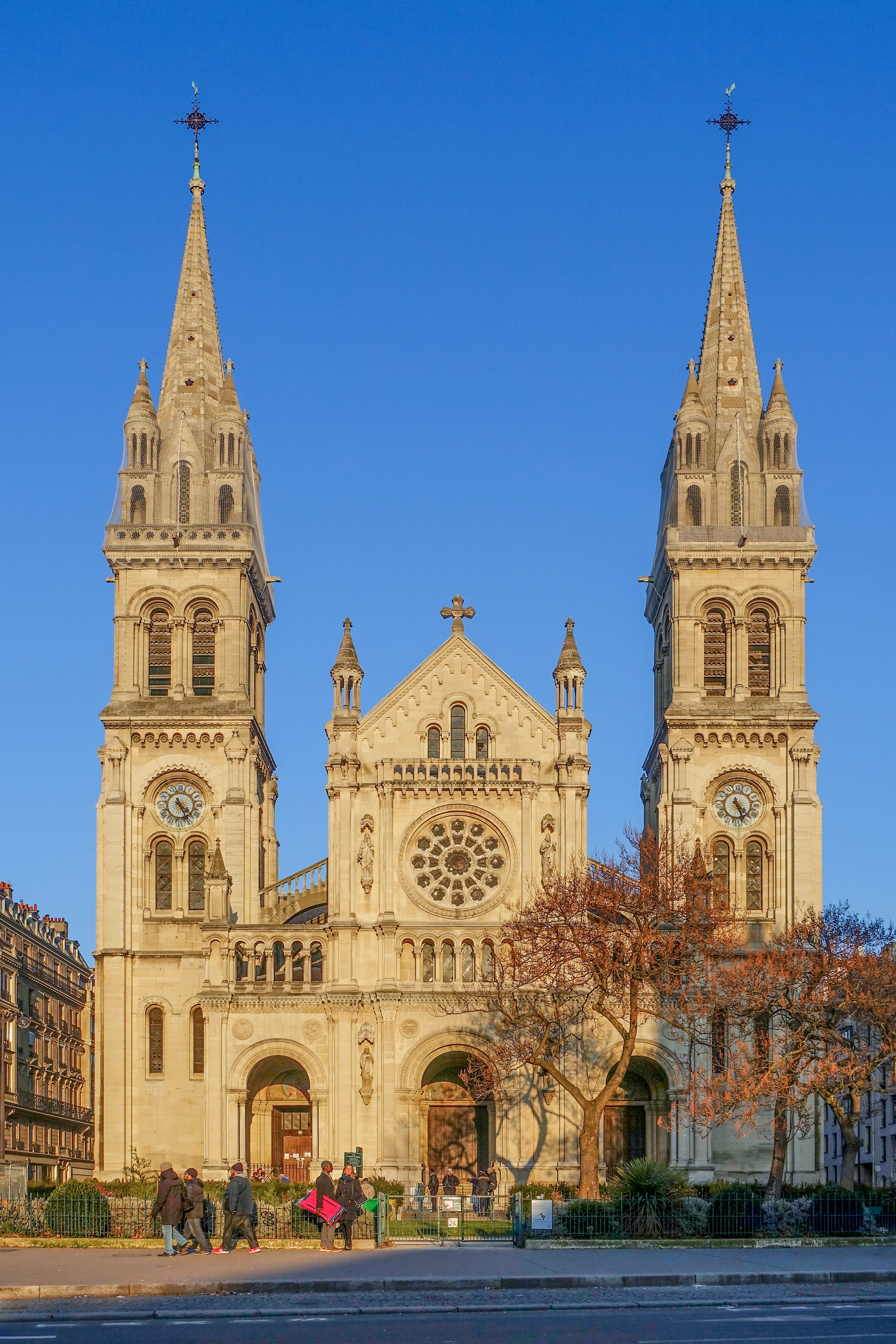
Iglesia de San Ambrosio (París) (1863-1869), de Théodore Ballu
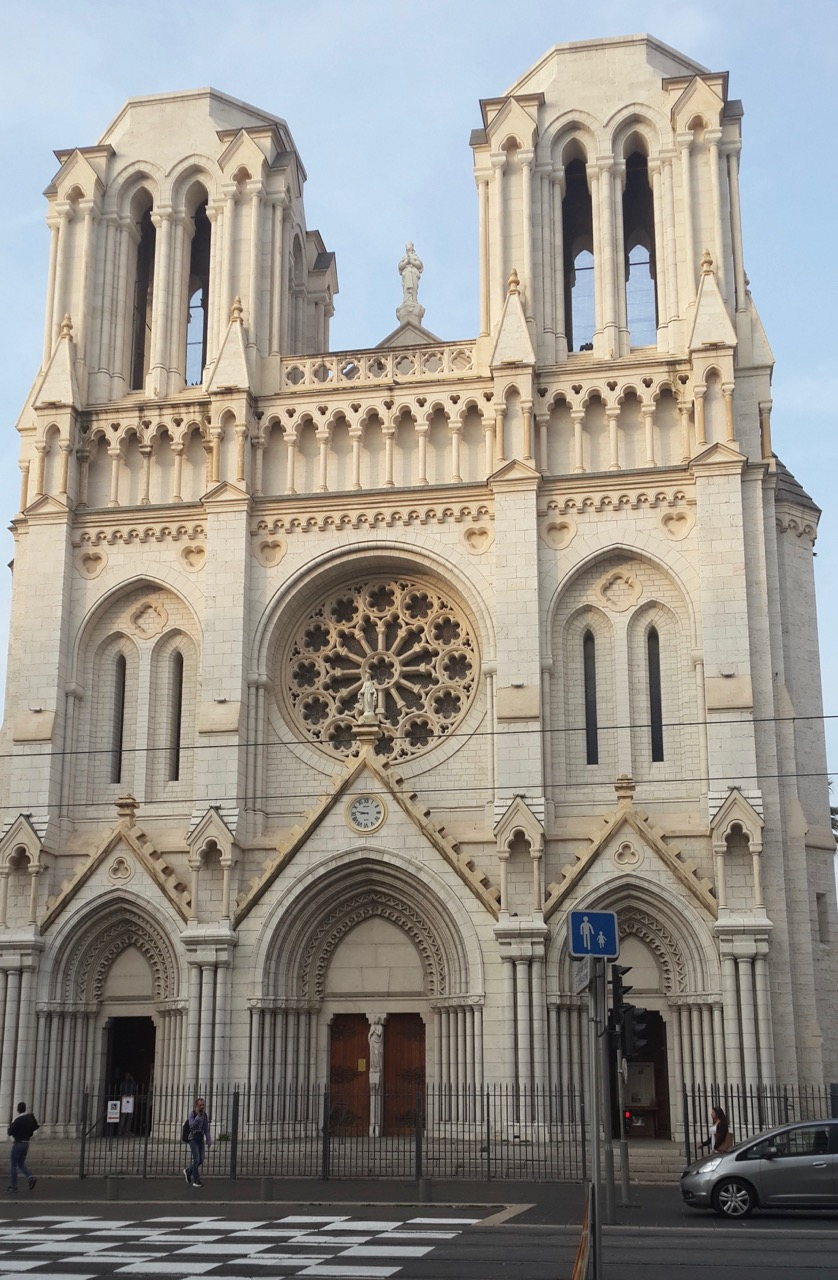
Basílica de Notre-Dame de Niza (1864-1868), de Charles Lenormand
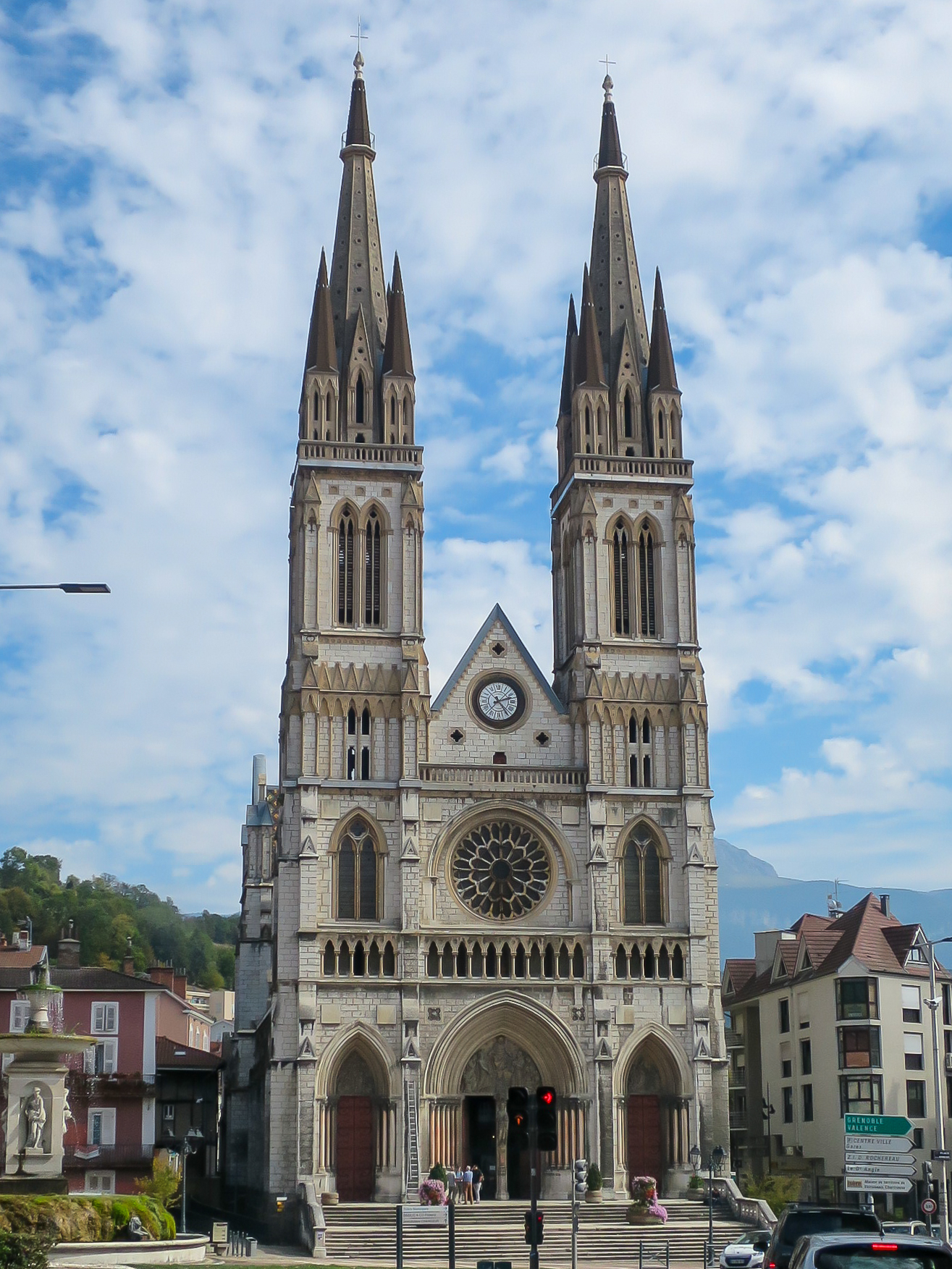
Iglesia Saint-Bruno de Voiron (1864-1883), de  Alfred Berruyer
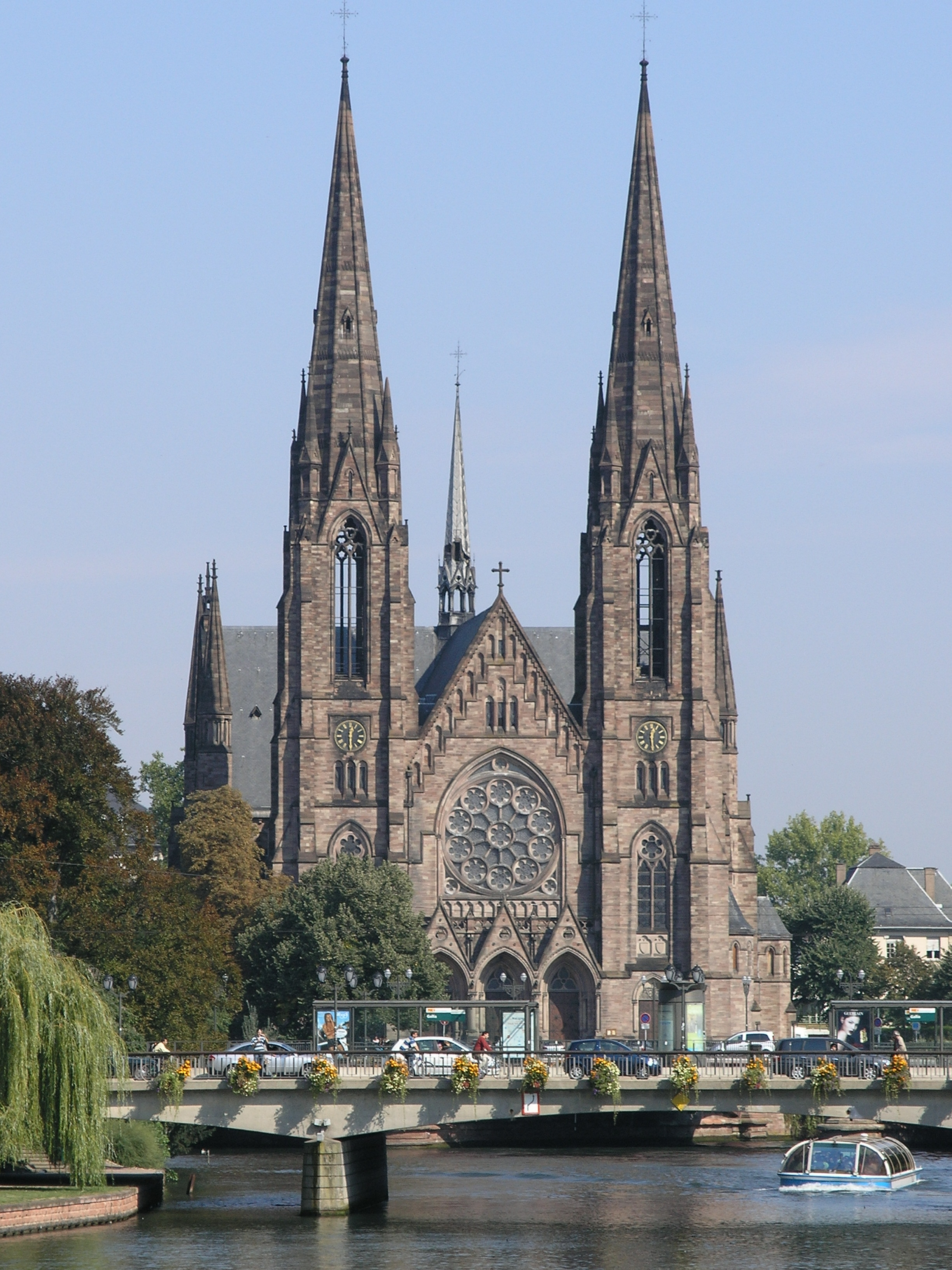
Iglesia de San Pablo (Estrasburgo) (1892-1897)

También se construyeron edificios civiles en estilo neogótico en Francia, como el ala este del Palacio de justicia de Ruan, los castillos de Challain-la-Potherie, Abbadia, Pupetières, Bagnoles-de-l'Orne, Savigny-sous-Faye, Kériolet, o bien el de Hardelot.

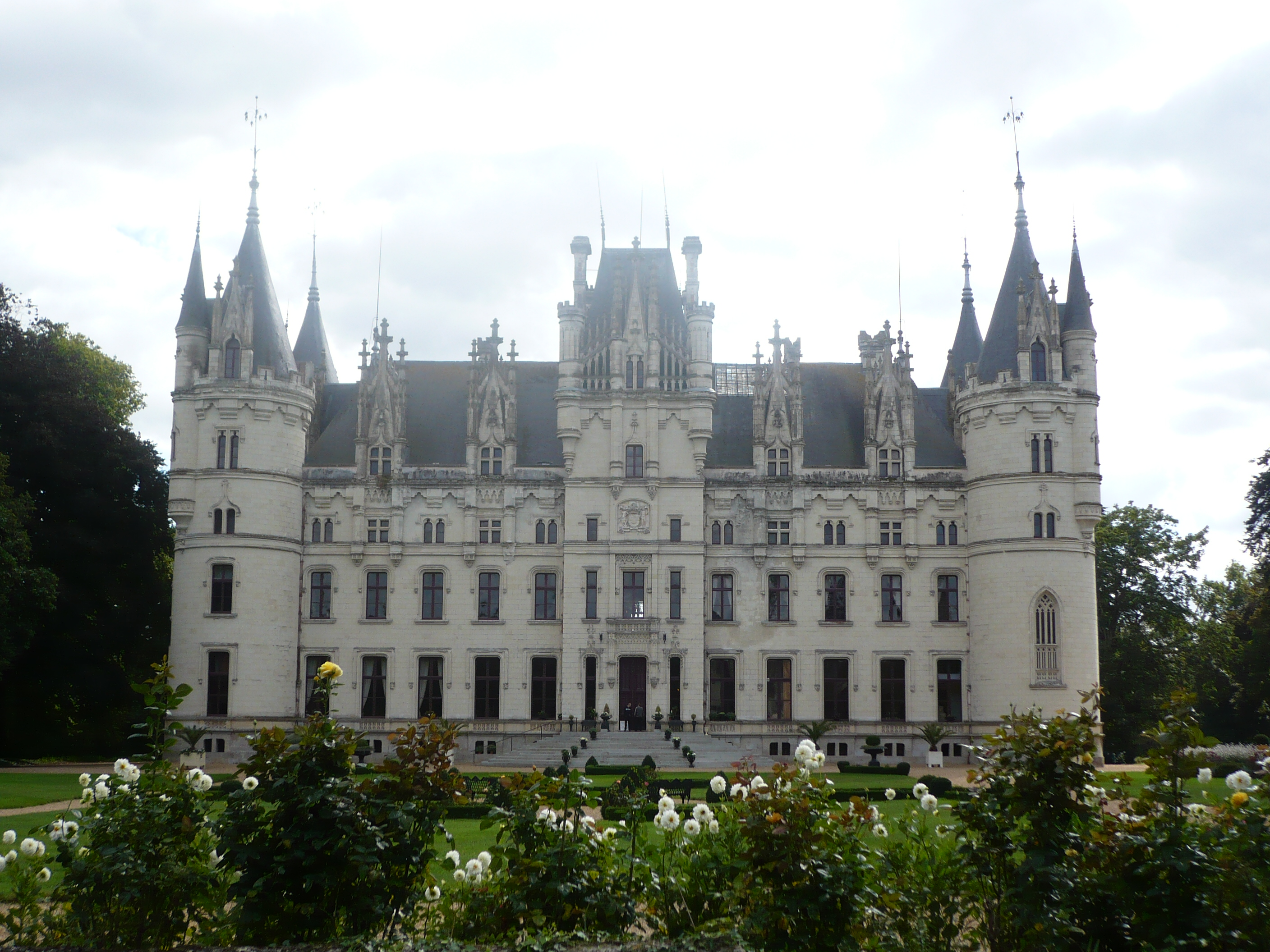
Château de Challain-la-Potherie, de René Hodé (1847-1854)
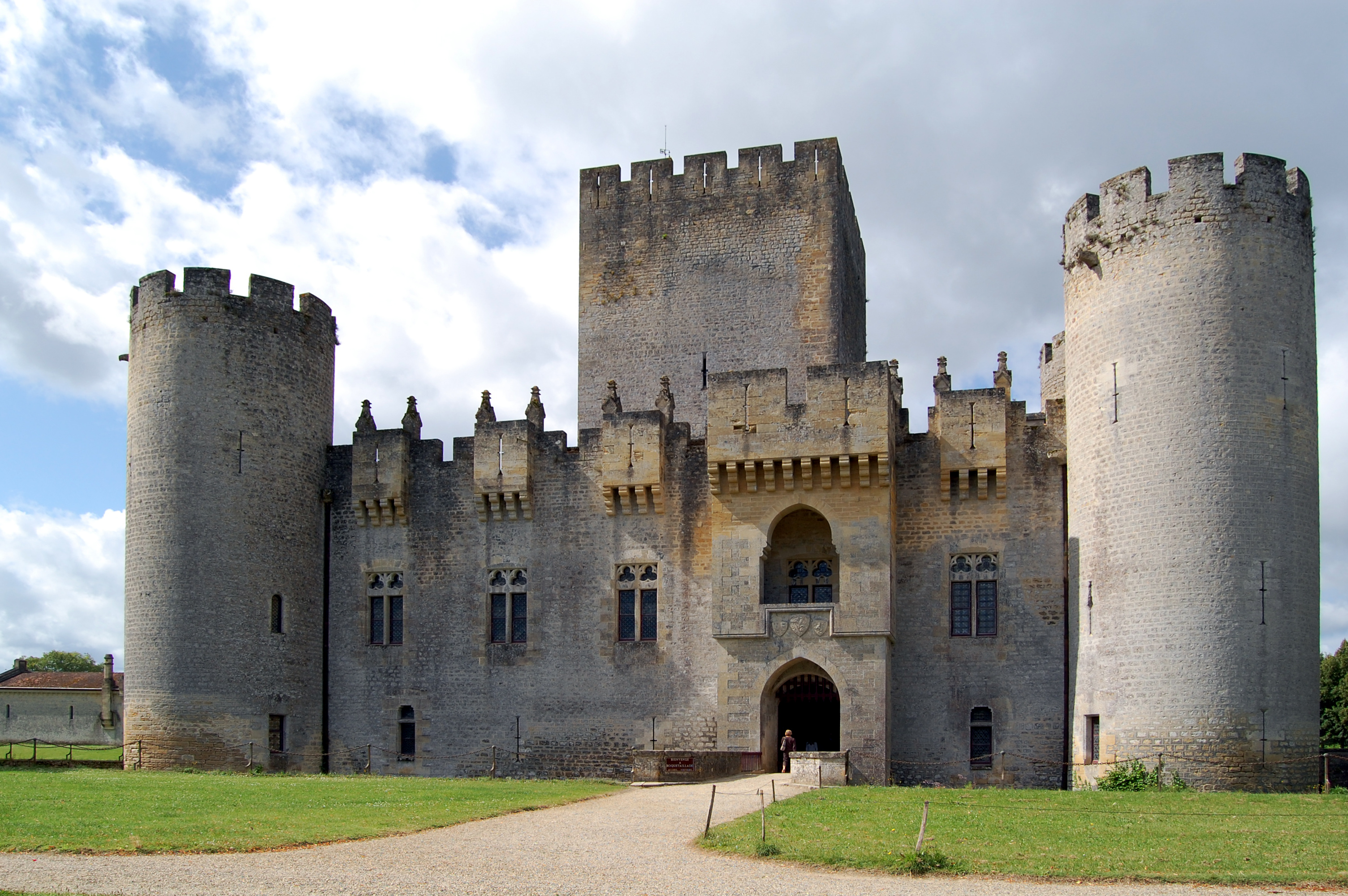
Château de Roquetaillade (1850-1870), castillo del siglo XIV restaurado por  Viollet-le-Duc
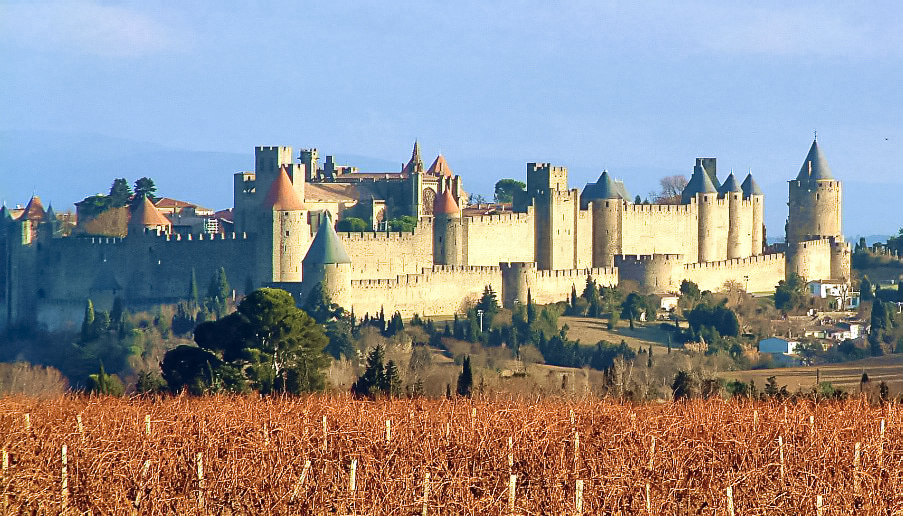
Ciudadela de Carcasona, restaurada por Eugène Viollet-le-Duc (desde 1854) y acabada por sus discípulos (hasta 1913)
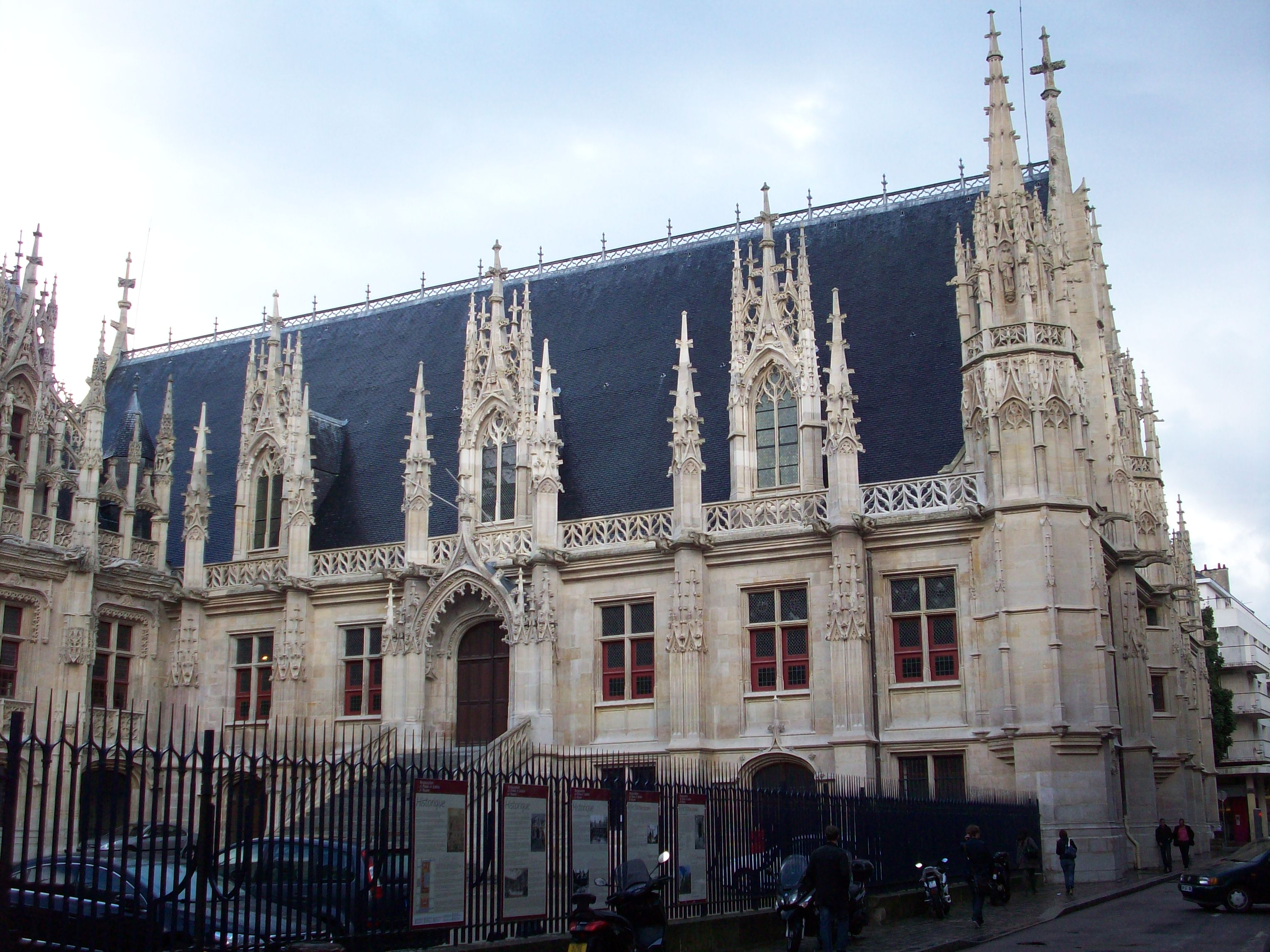
Ala Este del del Palacio de justicia de Ruan (neogótico, fin del s. XIX).

### Arquitectura del Segundo Imperio

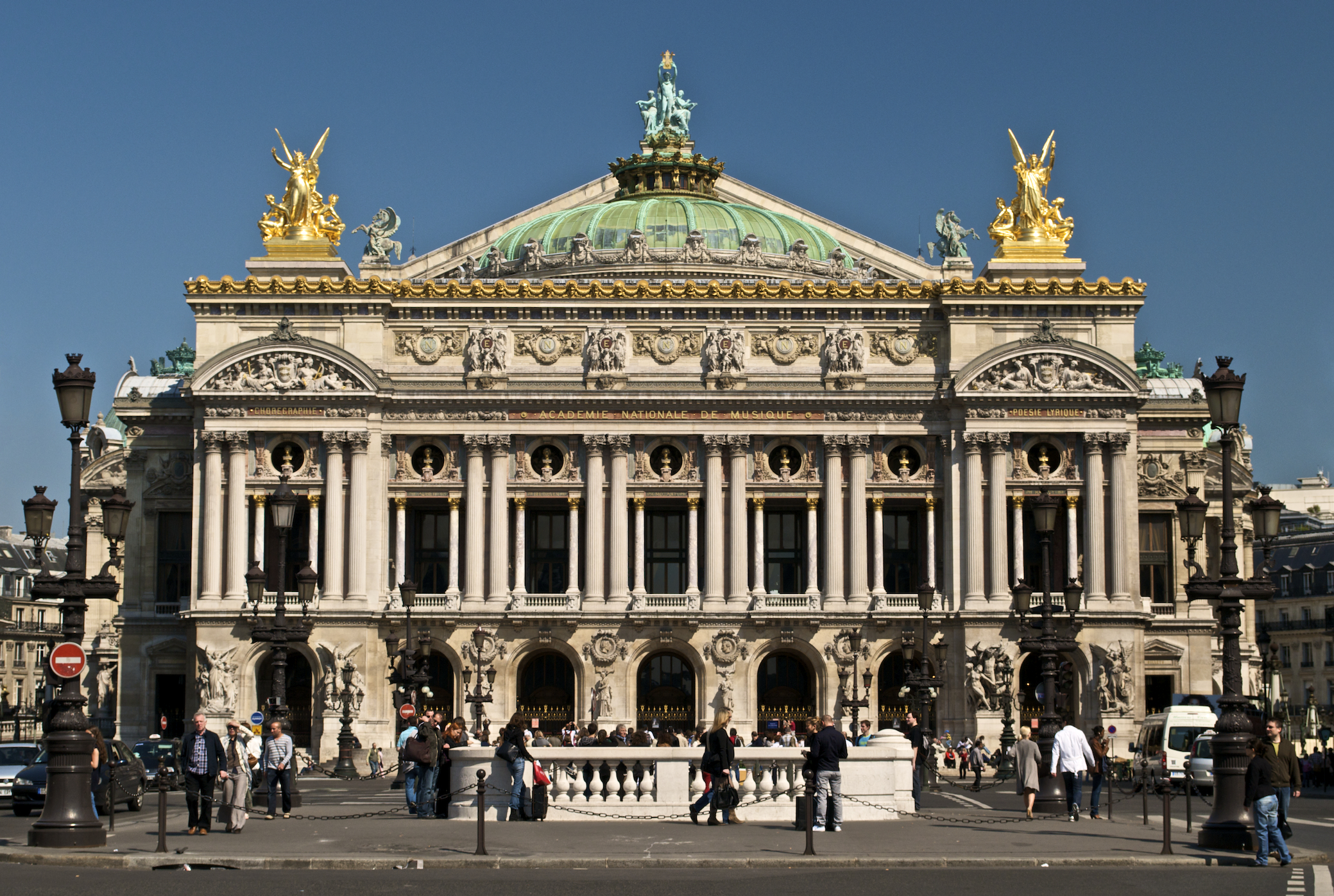
Palais Garnier (1861-1875)

Durante la mitad del siglo XIX, cuando Napoleón III estableció el Segundo Imperio, París se convirtió en una ciudad glamorosa de imponentes y altos edificios. Muchas casas fueron embellecidas con detalles como columnas pareadas y elaboradas cresterías de hierro forjado que aparecen a lo largo de las cubiertas. Pero la característica más llamativa de este periodo es la empinada cubierta de mansarda, reconocible por su forma trapezoidal: a diferencia de un hastial triangular a dos aguas, la mansarda casi no tiene pendiente hasta la cima, cuando se aplana abruptamente. Esta casi perpendicular línea de cubierta crea un sentido de majestuosidad, y también permite disponer de un espacio más utilizable en el ático. En los Estados Unidos, el Segundo Imperio es un estilo victoriano.  Sin embargo, también se puede encontrar la práctica y decididamente mansarda francesa en muchas casas contemporáneas.

### Beaux Arts
Otro estilo parisino, Beaux Arts, se originó a partir de las legendaria École des Beaux Arts (Escuela de Bellas Artes). Floreciente durante los siglos XIX y principios del XX, fue una grandiosa elaboración en el más refinado estilo neoclásico. Simétricas fachadas fueron ornamentadas con detalles lujosos, como guirnaldas, medallones, flores y escudos. Estas imponentes y masivas casas, casi siempre construidas en piedra, estaban reservadas sólo para los muy ricos. Sin embargo una casa más 'humilde' podía mostrar influencias Beaux Arts si tenía balcones de piedra y adornos de mampostería. Muchos arquitectos norteamericanos estudiaron en la École des Beaux Arts,  y el estilo influyó fuertemente en la arquitectura Estados Unidos desde alrededor de 1880 hasta los años 1920.

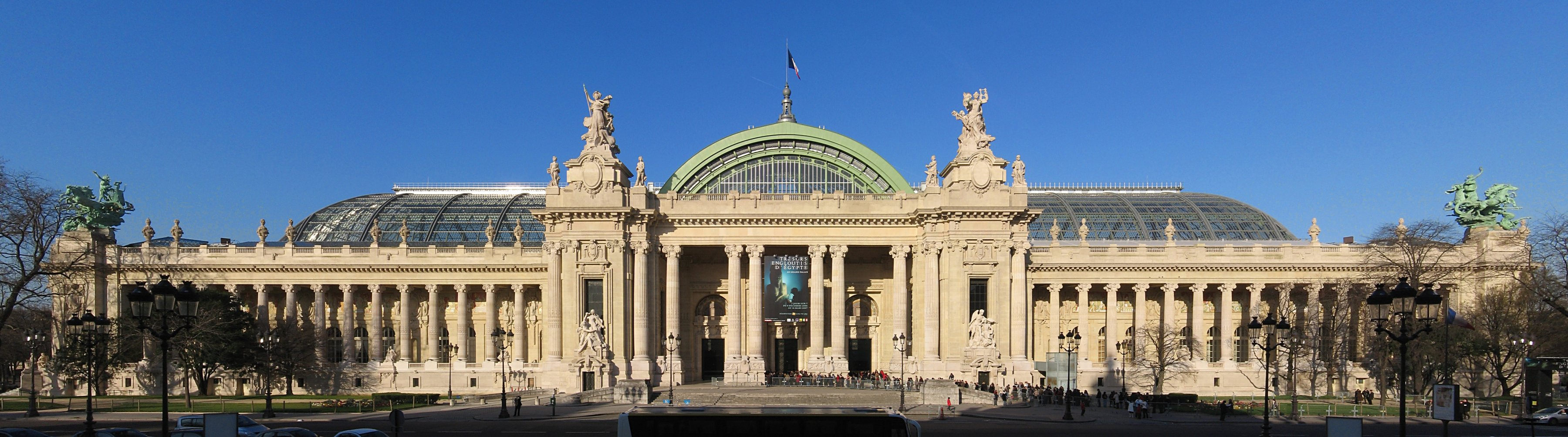
El Grand Palais (1897-1900) en París, construido en el estilo Beaux-Arts

### Arquitectura moderna y contemporánea
Main: Modernist architecture in France
Algunos de los principales diseñadores y arquitectos franceses modernos y contemporáneos son:
- Le Corbusier
- Robert Mallet-Stevens
- Frédéric Borel
- Dominique Perrault
- Christian de Portzamparc
- Jean Nouvel
- List of Post World War II French architects

Ejemplos de edificios modernos y contemporáneos construidos en Francia son
- Villa Savoye
- Notre Dame du Haut -  "Chapel du Ronchamp"
- Villa Noailles
- Church of Notre-Dame de la Salette in Paris, (arquitecto: Henri Colboc)
- Institut du Monde Arabe

## Arquitectura regional

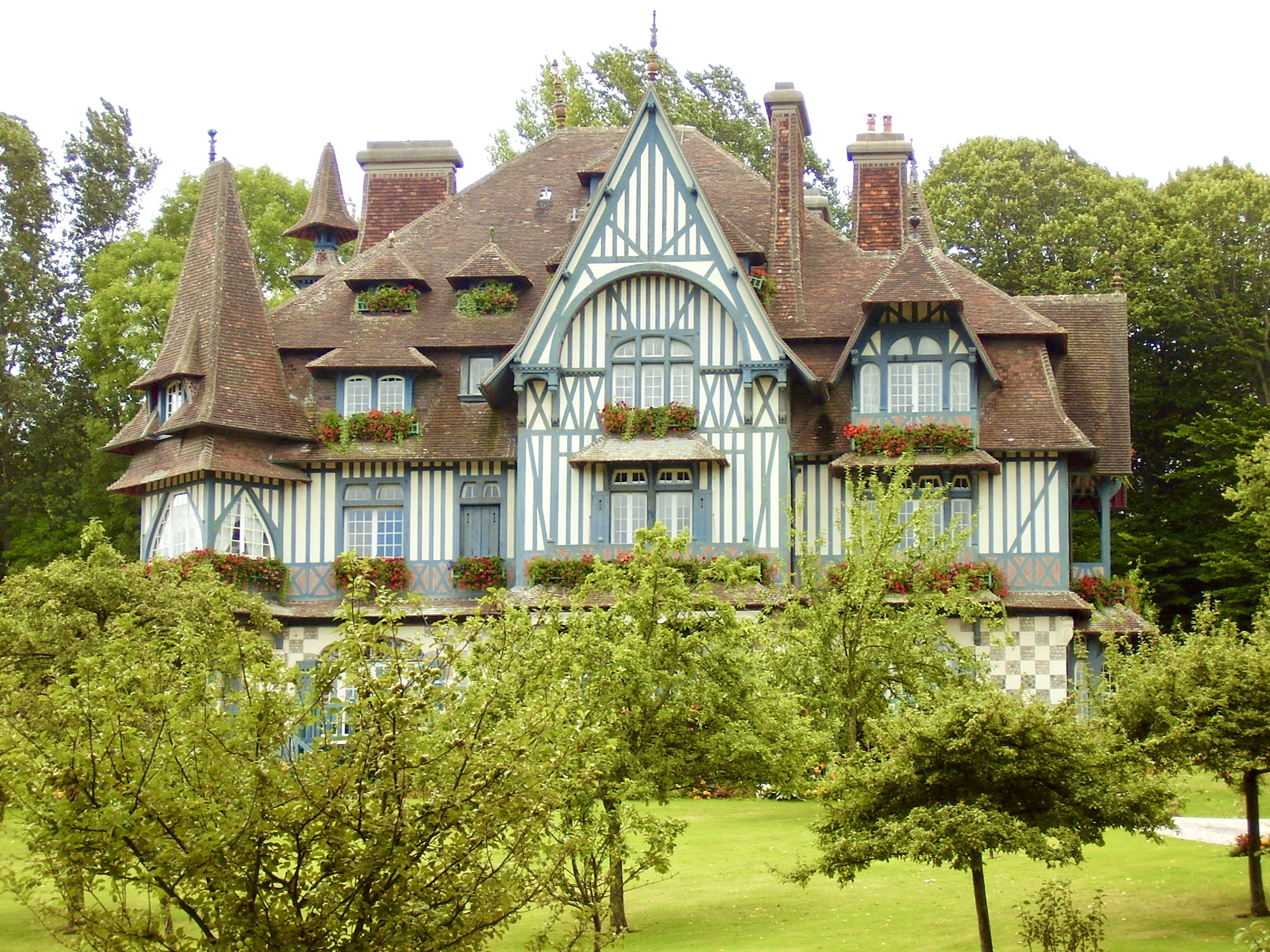
Una villa típica de Normandía en la ciudad costera deDeauville.

El estilo francés puede variar de ser muy moderno al rústico y antiguo en apariencia.

### Arquitectura provincial
Una de las características más distintivas de muchos edificios franceses son las altas ventanas del segundo piso, a menudo en forma de arco en la parte superior, que rompen la cornisa y se elevan por encima de los aleros. Este diseño de ventana inusual es especialmente notable en las casas provinciales de la América francesa. Siguiendo el modelo de los casas señoriales en las provincias francesas, estas casas de ladrillo o estuco son majestuosas y formales. Tienen cubiertas de cuatro aguas empinadas y una forma cuadrada, simétrica, con ventanas equilibradas a cada lado de la entrada. Las altas ventanas del segundo piso se suman a la sensación de altura.

### Normandia
En Normandia y en el Valle del Loira de Francia, los silos agrícolas a menudo se unieron a la vivienda principal en lugar de disponer un establo separado. Después de la Primera Guerra Mundial, los estadounidenses idealizaron románticamente la granja francesa tradicional, creando un estilo conocido como normando francés. Al lado de la piedra, el estuco o el ladrillo, estas casas pueden sugerir el estilo Tudor con entramados de madera decorativa (con tiras verticales, horizontales y diagonales de madera dispuestas en albañilería). El estilo normando francés se distingue por una torre redonda de piedra coronada por una cubierta en forma de cono. La torre se dispone generalmente cerca del centro, actuando como entrada de la casa. El normando francés y detalles de francés provincial a menudo se combinaron para crear un estilo llamado simplemente país francés (French Country) o francés rural (French Rural) tallado o en relieve sobre molduras, apliques y pasamanos.

## Arquitectura de ultramar

### América

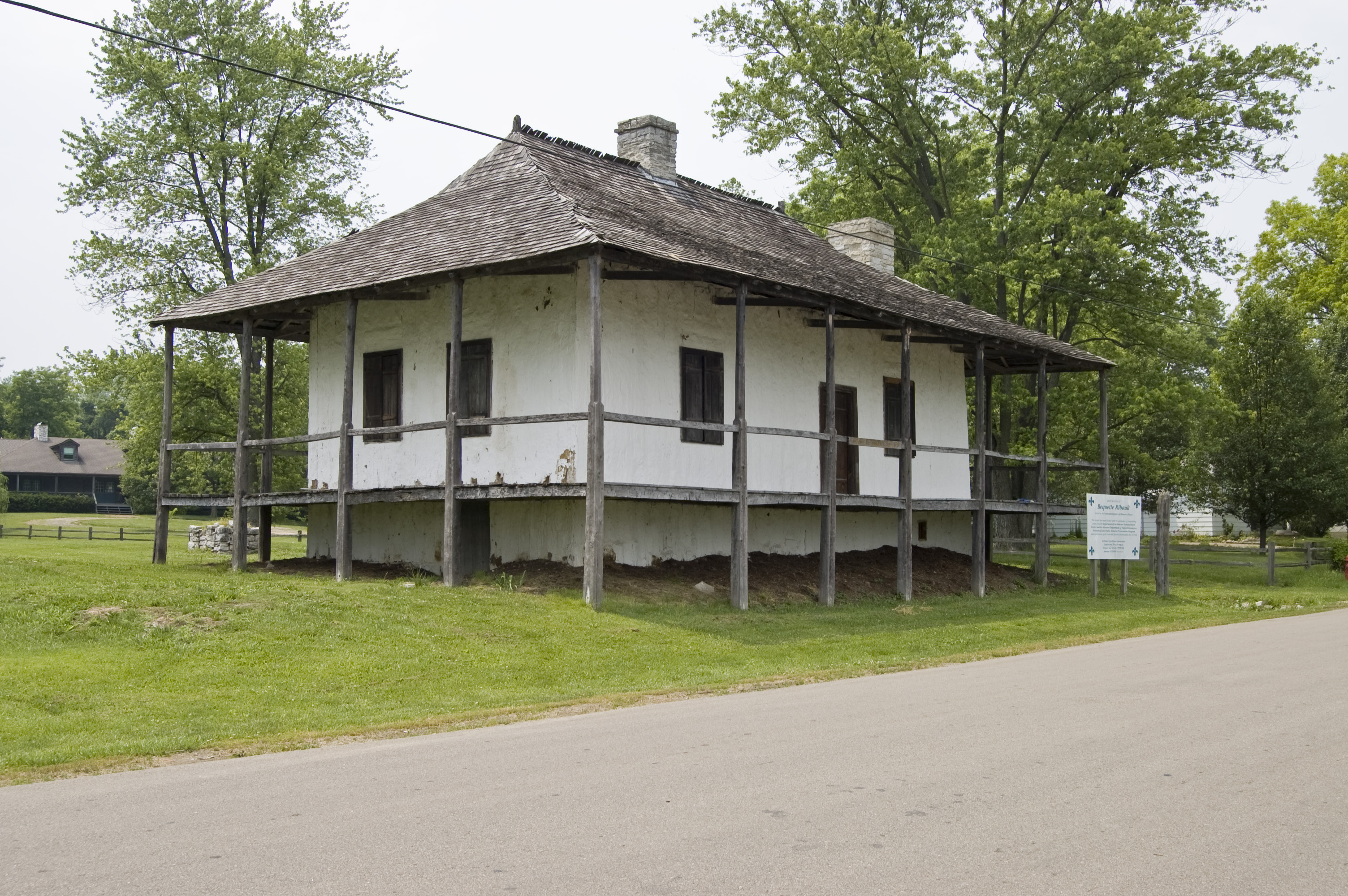
Casa Bequette-Ribault en Ste. Genevieve (Misuri)

La arquitectura criolla francesa es un estilo colonial estadounidense que se desarrolló a principios del siglo XVIII en el valle del Misisipí, especialmente en Luisiana. Los edificios criollos franceses tomaron elementos prestados de otras tradiciones de Francia, el Caribe, y otras muchas partes del mundo, como españoles, africanos, americanos nativos, y otros patrimonios. Las casas criollas francesas de la época colonial fueron especialmente diseñadas para el clima cálido y húmedo de la región. Tenían algunas o las siguientes características:
- entramados de madera con ladrillo o "Bousillage" (barro combinado con musgo y pelos de animales);
- anchas cubiertas a cuatro aguas que se extienden sobre los porches;
- delgadas columnas de madera;
- barrios residenciales erigidos por encima del nivel del suelo;
- Anchos porches, llamados "galerías";
- No hay pasillos interiores;
- Porches usados como vía de paso entre las habitaciones;
- puertas francesas (puertas con muchos cristales pequeños).